# Magyarország a 2008. évi nyári olimpiai játékokon
Magyarország a kínai Pekingben megrendezett 2008. évi nyári olimpiai játékok egyik részt vevő nemzete volt. Az országot az olimpián 20 sportágban 174 sportoló képviselte, akik összesen 10 érmet szereztek.
A magyar zászlót Kammerer Zoltán vitte a megnyitó ünnepségen.

## Érmesek
| Érem  | Versenyző | Sportág    | Versenyszám              | Dátum         |
| ----- | --- | ---------- | ------------------------ | ------------- |
| Arany | Vajda Attila | Kajak-kenu | Férfi kenu egyes 1000 m  | augusztus 22. |
| Arany | Janics Natasa Kovács Katalin | Kajak-kenu | Női kajak kettes 500 m   | augusztus 23. |
| Arany | Nemzeti válogatott Biros Péter Benedek Tibor Gergely István Hosnyánszky Norbert Kásás Tamás Kis Gábor Kiss Gergely Madaras Norbert Molnár Tamás Szécsi Zoltán Varga Dániel Varga Dénes Varga Tamás | Vízilabda  | Férfi                    | augusztus 24. |
| Ezüst | Fodor Zoltán | Birkózás   | Férfi kötöttfogás, 84 kg | augusztus 14. |
| Ezüst | Janics Natasa Kovács Katalin Kozák Danuta Szabó Gabriella | Kajak-kenu | Női kajak négyes 500 m   | augusztus 22. |
| Ezüst | Cseh László | Úszás      | Férfi 200 m pillangó     | augusztus 13. |
| Ezüst | Cseh László | Úszás      | Férfi 200 m vegyes       | augusztus 15. |
| Ezüst | Cseh László | Úszás      | Férfi 400 m vegyes       | augusztus 10. |
| Bronz | Kozmann György Kiss Tamás | Kajak-kenu | Férfi kenu kettes 1000 m | augusztus 22. |
| Bronz | Mincza-Nébald Ildikó | Vívás      | Női párbajtőr, egyéni    | augusztus 13. |

| Sport         | 1. helyezett, aranyérmes | 2. helyezett, ezüstérmes | 3. helyezett, bronzérmes | Összesen |
| Asztalitenisz | 0                        | 0                        | 0                        | 0        |
| Atlétika      | 0                        | 0                        | 0                        | 0        |
| Birkózás      | 0                        | 1                        | 0                        | 1        |
| Cselgáncs     | 0                        | 0                        | 0                        | 0        |
| Evezés        | 0                        | 0                        | 0                        | 0        |
| Kajak-kenu    | 2                        | 1                        | 1                        | 4        |
| Kerékpározás  | 0                        | 0                        | 0                        | 0        |
| Kézilabda     | 0                        | 0                        | 0                        | 0        |
| Műugrás       | 0                        | 0                        | 0                        | 0        |
| Ökölvívás     | 0                        | 0                        | 0                        | 0        |
| Öttusa        | 0                        | 0                        | 0                        | 0        |
| Sportlövészet | 0                        | 0                        | 0                        | 0        |
| Súlyemelés    | 0                        | 0                        | 0                        | 0        |
| Tenisz        | 0                        | 0                        | 0                        | 0        |
| Torna         | 0                        | 0                        | 0                        | 0        |
| Triatlon      | 0                        | 0                        | 0                        | 0        |
| Úszás         | 0                        | 3                        | 0                        | 3        |
| Vitorlázás    | 0                        | 0                        | 0                        | 0        |
| Vívás         | 0                        | 0                        | 1                        | 1        |
| Vízilabda     | 1                        | 0                        | 0                        | 1        |
| Összesen      | 3                        | 5                        | 2                        | 10       |

| Naponként | Naponként     | Naponként                | Naponként                | Naponként                | Naponként | Naponként |
| --------- | ------------- | ------------------------ | ------------------------ | ------------------------ | --------- | --------- |
| Nap       | Dátum         | 1. helyezett, aranyérmes | 2. helyezett, ezüstérmes | 3. helyezett, bronzérmes | Összesen  |           |
| 1. nap    | Augusztus 8.  | —                        | —                        | —                        | —         |           |
| 2. nap    | Augusztus 9.  | 0                        | 0                        | 0                        | 0         |           |
| 3. nap    | Augusztus 10. | 0                        | 1                        | 0                        | 1         |           |
| 4. nap    | Augusztus 11. | 0                        | 0                        | 0                        | 0         |           |
| 5. nap    | Augusztus 12. | 0                        | 0                        | 0                        | 0         |           |
| 6. nap    | Augusztus 13. | 0                        | 1                        | 1                        | 2         |           |
| 7. nap    | Augusztus 14. | 0                        | 1                        | 0                        | 1         |           |
| 8. nap    | Augusztus 15. | 0                        | 1                        | 0                        | 1         |           |
| 9. nap    | Augusztus 16. | 0                        | 0                        | 0                        | 0         |           |
| 10. nap   | Augusztus 17. | 0                        | 0                        | 0                        | 0         |           |
| 11. nap   | Augusztus 18. | 0                        | 0                        | 0                        | 0         |           |
| 12. nap   | Augusztus 19. | 0                        | 0                        | 0                        | 0         |           |
| 13. nap   | Augusztus 20. | 0                        | 0                        | 0                        | 0         |           |
| 14. nap   | Augusztus 21. | 0                        | 0                        | 0                        | 0         |           |
| 15. nap   | Augusztus 22. | 1                        | 1                        | 1                        | 3         |           |
| 16. nap   | Augusztus 23. | 1                        | 0                        | 0                        | 1         |           |
| 17. nap   | Augusztus 24. | 1                        | 0                        | 0                        | 1         |           |
| Összesen  |               | 3                        | 5                        | 2                        | 10        |           |

## További magyar pontszerzők

### 4. helyezettek
| Név | Sportág    | Versenyszám         |
| --- | ---------- | ------------------- |
| Pars Krisztián | Atlétika   | Kalapácsvetés       |
| Kammerer Zoltán Kucsera Gábor | Kajak-kenu | Kajak kettes 500 m  |
| Kammerer Zoltán Kucsera Gábor | Kajak-kenu | Kajak kettes 1000 m |
| Kovács Katalin | Kajak-kenu | Kajak egyes 500 m   |
| Bódi Bernadett Borbás Rita Görbicz Anita Herr Orsolya Hornyák Ágnes Kovacsicz Mónika Orsó-Ferling Bernadett Pálinger Katalin Sepsiné Pigniczki Krisztina Szamoránsky Piroska Szűcs Gabriella Tomori Zsuzsanna Tóth Tímea Vérten Orsolya | Kézilabda  | Női                 |
| Boczkó Gábor | Vívás      | Párbajtőr, egyéni   |
| Knapek Edina Mohamed Aida Ujlaky Virginie Varga Gabriella | Vívás      | Tőr, csapat         |
| Brávik Fruzsina Drávucz Rita Györe Anett Horváth Patrícia Kisteleki Dóra Pelle Anikó Primász Ágnes Stieber Mercedes Szremkó Krisztina Takács Orsolya Valkai Ágnes Zantleitner Krisztina Zirighné Sós Ildikó                             | Vízilabda  | Női                 |

### 5. helyezettek
| Név                                                  | Sportág    | Versenyszám         |
| ---------------------------------------------------- | ---------- | ------------------- |
| Bácsi Péter                                          | Birkózás   | 74 kg               |
| Beé István Bozsik Gábor Sík Márton Vereckei Ákos     | Kajak-kenu | Kajak négyes 1000 m |
| Szellő Imre                                          | Ökölvívás  | Félnehézsúly        |
| Gyurta Dániel                                        | Úszás      | 200 m mell          |
| Boczkó Gábor Imre Géza Kovács Iván Kulcsár Krisztián | Vívás      | Párbajtőr, csapat   |
| Knapek Edina                                         | Vívás      | Tőr, egyéni         |

### 6. helyezettek
| Név                                                         | Sportág       | Versenyszám          |
| ----------------------------------------------------------- | ------------- | -------------------- |
| Vereckei Ákos                                               | Kajak-kenu    | Kajak egyes 500 m    |
| Sidi Péter                                                  | Sportlövészet | Légpuska             |
| Kis Gergő                                                   | Úszás         | 400 m vegyes         |
| Dara Eszter Jakabos Zsuzsanna Mutina Ágnes Verrasztó Evelyn | Úszás         | 4 × 200 m gyorsváltó |

## Eredményesség sportáganként
A magyar csapat kilenc sportágban összesen 94 olimpiai pontot szerzett.
(kiemelve az egyes számoszlopok legmagasabb értéke, vagy értékei)
| Sportág, szakág | Helyezések száma | Helyezések száma | Helyezések száma | Helyezések száma | Helyezések száma | Helyezések száma | Olimpiai pont | Indulók száma | Indulók száma | Indulók száma |
| Sportág, szakág |                  |                  |                  | 4.               | 5.               | 6.               | Olimpiai pont | Férfi         | Nő            | Össz.         |
| Asztalitenisz   | 0                | 0                | 0                | 0                | 0                | 0                | 0             | 1             | 3             | 4             |
| Atlétika        | 0                | 0                | 0                | 1                | 0                | 0                | 3             | 9             | 11            | 20            |
| Birkózás        | 0                | 1                | 0                | 0                | 1                | 0                | 7             | 8             | 1             | 9             |
| Cselgáncs       | 0                | 0                | 0                | 0                | 0                | 0                | 0             | 3             | 3             | 6             |
| Evezés          | 0                | 0                | 0                | 0                | 0                | 0                | 0             | 2             | 0             | 2             |
| Kajak-kenu      | 2                | 1                | 1                | 3                | 1                | 1                | 35            | 12            | 4             | 16            |
| Kerékpározás    | 0                | 0                | 0                | 0                | 0                | 0                | 0             | 4             | 1             | 5             |
| Kézilabda       | 0                | 0                | 0                | 1                | 0                | 0                | 3             | 0             | 14            | 14            |
| Műugrás         | 0                | 0                | 0                | 0                | 0                | 0                | 0             | 0             | 2             | 2             |
| Ökölvívás       | 0                | 0                | 0                | 0                | 1                | 0                | 2             | 5             | 0             | 5             |
| Öttusa          | 0                | 0                | 0                | 0                | 0                | 0                | 0             | 2             | 2             | 4             |
| Sportlövészet   | 0                | 0                | 0                | 0                | 0                | 1                | 1             | 2             | 3             | 5             |
| Súlyemelés      | 0                | 0                | 0                | 0                | 0                | 0                | 0             | 1             | 0             | 1             |
| Tenisz          | 0                | 0                | 0                | 0                | 0                | 0                | 0             | 0             | 2             | 2             |
| Torna           | 0                | 0                | 0                | 0                | 0                | 0                | 0             | 1             | 1             | 2             |
| Triatlon        | 0                | 0                | 0                | 0                | 0                | 0                | 0             | 1             | 1             | 2             |
| Úszás           | 0                | 3                | 0                | 0                | 1                | 2                | 19            | 17            | 14            | 31            |
| Vitorlázás      | 0                | 0                | 0                | 0                | 0                | 0                | 0             | 2             | 1             | 3             |
| Vívás           | 0                | 0                | 1                | 2                | 2                | 0                | 14            | 8             | 7             | 15            |
| Vízilabda       | 1                | 0                | 0                | 1                | 0                | 0                | 10            | 13            | 13            | 26            |
| Összesen        | 3                | 5                | 2                | 8                | 6                | 4                | 94            | 91            | 83            | 174           |

Az olimpiai pontok számát az alábbiak szerint lehet kiszámolni: 1. hely – 7 pont, 2. hely – 5 pont, 3. hely – 4 pont, 4. hely – 3 pont, 5. hely – 2 pont, 6. hely – 1 pont.

## Asztalitenisz
Férfi
| Versenyző   | Versenyszám | Selejtező         | 64-es főtábla                                                   | 48-as főtábla                                       | 32-es főtábla     | Nyolcaddöntő      | Negyeddöntő       | Elődöntő          | Döntő             | Helyezés |
| Versenyző   | Versenyszám | Ellenfél Eredmény | Ellenfél Eredmény                                               | Ellenfél Eredmény                                   | Ellenfél Eredmény | Ellenfél Eredmény | Ellenfél Eredmény | Ellenfél Eredmény | Ellenfél Eredmény | Helyezés |
| ----------- | ----------- | ----------------- | --------------------------------------------------------------- | --------------------------------------------------- | ----------------- | ----------------- | ----------------- | ----------------- | ----------------- | -------- |
| Jakab János | Egyes       |                   | Patrick Chila (FRA) · 7-11, 10-12, 9-11, 11-7, 11-1, 11-8, 11-9 | Christian Süss (GER) · 7-11, 11-4, 8-11, 8-11, 8-11 | kiesett           | kiesett           | kiesett           | kiesett           | kiesett           | 33.      |

Női
| Versenyző      | Versenyszám | Selejtező         | 64-es főtábla                                        | 48-as főtábla                                                      | 32-es főtábla                                   | Nyolcaddöntő      | Negyeddöntő       | Elődöntő          | Döntő             | Helyezés |
| Versenyző      | Versenyszám | Ellenfél Eredmény | Ellenfél Eredmény                                    | Ellenfél Eredmény                                                  | Ellenfél Eredmény                               | Ellenfél Eredmény | Ellenfél Eredmény | Ellenfél Eredmény | Ellenfél Eredmény | Helyezés |
| -------------- | ----------- | ----------------- | ---------------------------------------------------- | ------------------------------------------------------------------ | ----------------------------------------------- | ----------------- | ----------------- | ----------------- | ----------------- | -------- |
| Lovas Petra    | Egyes       |                   | Ódor Éva (SVK) · 9-11, 6-11, 4-11, 11-8, 11-9, 10-12 | kiesett                                                            | kiesett                                         | kiesett           | kiesett           | kiesett           | kiesett           | 49.      |
| Póta Georgina  | Egyes       |                   |                                                      | Dana Hadačová (CZE) · 11-3, 8-11, 11-6, 12-14, 4-11, 12-10, 12-10  | Vang Nan (CHN) · 6-11, 7-11, 6-11, 2-11         | kiesett           | kiesett           | kiesett           | kiesett           | 17.      |
| Tóth Krisztina | Egyes       |                   |                                                      | Rūta Paškauskienė (LTU) · 8-11, 11-5, 11-8, 11-6, 4-11, 6-11, 11-3 | Chen Wang (USA) · 7-11, 7-11, 6-11, 13-11, 2-11 | kiesett           | kiesett           | kiesett           | kiesett           | 17.      |

Olimpikonok adatai:
| Név            | Születési idő    | Születési hely | Egyesület       |
| Jakab János    | 1986. július 23. | Budapest       | BVSC            |
| Lovas Petra    | 1980. július 4.  | Budapest       | Postás SE       |
| Póta Georgina  | 1985. január 13. | Budapest       | Statisztika PSC |
| Tóth Krisztina | 1974. május 29.  | Miskolc        | Kroppach        |

## Atlétika
Férfi
| Versenyző     | Versenyszám     | Előfutam | Előfutam | Előfutam | Negyeddöntő | Negyeddöntő | Negyeddöntő | Elődöntő | Elődöntő | Elődöntő | Döntő   | Döntő    |
| Versenyző     | Versenyszám     | Idő      | Hely.    | Össz.    | Idő         | Hely.       | Össz.       | Idő      | Hely.    | Össz.    | Idő     | Helyezés |
| ------------- | --------------- | -------- | -------- | -------- | ----------- | ----------- | ----------- | -------- | -------- | -------- | ------- | -------- |
| Kiss Dániel   | 110 m gát       | 13,61    | 3.       | 23.*     | 13,63       | 5.          | 21.         | kiesett  | kiesett  | kiesett  | kiesett | kiesett  |
| Czukor Zoltán | 50 km gyaloglás |          |          |          |             |             |             |          |          |          | 4:20:07 | 46.      |

| Versenyző      | Versenyszám   | Selejtező                | Selejtező                | Döntő    | Döntő    |
| Versenyző      | Versenyszám   | Eredmény                 | Helyezés                 | Eredmény | Helyezés |
| -------------- | ------------- | ------------------------ | ------------------------ | -------- | -------- |
| Kürthy Lajos   | Súlylökés     | 18,74 m                  | 34.                      | kiesett  | kiesett  |
| Fazekas Róbert | Diszkoszvetés | 62,64 m                  | 11.                      | 63,43 m  | 8.       |
| Kővágó Zoltán  | Diszkoszvetés | 60,79 m                  | 21.                      | kiesett  | kiesett  |
| Máté Gábor     | Diszkoszvetés | 62,44 m                  | 13.                      | kiesett  | kiesett  |
| Pars Krisztián | Kalapácsvetés | 80,07 m                  | 1.                       | 80,96 m  | 4.       |
| Olteán Csongor | Gerelyhajítás | érvényes kísérlet nélkül | érvényes kísérlet nélkül | kiesett  | kiesett  |

| Versenyző        | Versenyszám | 100 m | 100 m | Távolugrás       | Távolugrás       | Súlylökés        | Súlylökés        | Magasugrás       | Magasugrás       | 400 m            | 400 m            | 110 m gát        | 110 m gát        | Diszkoszvetés    | Diszkoszvetés    | Rúdugrás         | Rúdugrás         | Gerelyhajítás    | Gerelyhajítás    | 1500 m           | 1500 m           | Végeredmény   | Végeredmény   |
| Versenyző        | Versenyszám | Idő   | Pont  | Eredmény         | Pont             | Eredmény         | Pont             | Eredmény         | Pont             | Idő              | Pont             | Idő              | Pont             | Eredmény         | Pont             | Eredmény         | Pont             | Eredmény         | Pont             | Idő              | Pont             | Pont          | Helyezés      |
| ---------------- | ----------- | ----- | ----- | ---------------- | ---------------- | ---------------- | ---------------- | ---------------- | ---------------- | ---------------- | ---------------- | ---------------- | ---------------- | ---------------- | ---------------- | ---------------- | ---------------- | ---------------- | ---------------- | ---------------- | ---------------- | ------------- | ------------- |
| Zsivoczky Attila | Tízpróba    | 11,86 | 679   | nem állt rajthoz | nem állt rajthoz | nem állt rajthoz | nem állt rajthoz | nem állt rajthoz | nem állt rajthoz | nem állt rajthoz | nem állt rajthoz | nem állt rajthoz | nem állt rajthoz | nem állt rajthoz | nem állt rajthoz | nem állt rajthoz | nem állt rajthoz | nem állt rajthoz | nem állt rajthoz | nem állt rajthoz | nem állt rajthoz | nem ért célba | nem ért célba |

Női
| Versenyző       | Versenyszám     | Előfutam | Előfutam | Előfutam | Elődöntő | Elődöntő | Elődöntő | Döntő         | Döntő         |
| Versenyző       | Versenyszám     | Idő      | Hely.    | Össz.    | Idő      | Hely.    | Össz.    | Idő           | Helyezés      |
| --------------- | --------------- | -------- | -------- | -------- | -------- | -------- | -------- | ------------- | ------------- |
| Petráhn Barbara | 400 m           | 53,06    | 4.       | 35.      | kiesett  | kiesett  | kiesett  | kiesett       | kiesett       |
| Papp Krisztina  | 5000 m          | 16:08,86 | 13.      | 27.      |          |          |          | kiesett       | kiesett       |
| Kálovics Anikó  | 10 000 m        |          |          |          |          |          |          | 32:24,83      | 22.           |
| Vári Edit       | 100 m gát       | 13,59    | 8.       | 36.      | kiesett  | kiesett  | kiesett  | kiesett       | kiesett       |
| Rakonczai Beáta | Maraton         |          |          |          |          |          |          | nem ért célba | nem ért célba |
| Teveli Petra    | Maraton         |          |          |          |          |          |          | 2:48:32       | 65.           |
| Füsti Edina     | 20 km gyaloglás |          |          |          |          |          |          | 1:37:03       | 38.           |

| Versenyző        | Versenyszám   | Selejtező | Selejtező | Döntő    | Döntő    |
| Versenyző        | Versenyszám   | Eredmény  | Helyezés  | Eredmény | Helyezés |
| ---------------- | ------------- | --------- | --------- | -------- | -------- |
| Molnár Krisztina | Rúdugrás      | 415 cm    | 26.       | kiesett  | kiesett  |
| Orbán Éva        | Kalapácsvetés | 65,41 m   | 34.       | kiesett  | kiesett  |
| Szabó Nikolett   | Gerelyhajítás | 57,15 m   | 22.       | kiesett  | kiesett  |

| Versenyző      | Versenyszám | 100 m gát | 100 m gát | Magasugrás | Magasugrás | Súlylökés | Súlylökés | 200 m | 200 m | Távolugrás | Távolugrás | Gerelyhajítás | Gerelyhajítás | 800 m   | 800 m | Végeredmény | Végeredmény |
| Versenyző      | Versenyszám | Idő       | Pont      | Eredmény   | Pont       | Eredmény  | Pont      | Idő   | Pont  | Eredmény   | Pont       | Eredmény      | Pont          | Idő     | Pont  | Pont        | Helyezés    |
| -------------- | ----------- | --------- | --------- | ---------- | ---------- | --------- | --------- | ----- | ----- | ---------- | ---------- | ------------- | ------------- | ------- | ----- | ----------- | ----------- |
| Farkas Györgyi | Hétpróba    | 14,66     | 887       | 174 cm     | 903        | 12,06 m   | 665       | 26,10 | 788   | 609 cm     | 877        | 43,45 m       | 734           | 2:14,05 | 906   | 5760        | 28.         |

* - egy másik versenyzővel azonos időt ért el
Olimpikonok adatai:
| Név                      | Születési idő        | Születési hely             | Egyesület         |
| Czukor Zoltán            | 1962. december 18.   | Komló                      | Komlói Bányász    |
| Farkas Györgyi           | 1985. február 13.    | Budapest                   | Bp. Honvéd        |
| Fazekas Róbert           | 1978. augusztus 18.  | Szombathely                | Haladás VSE       |
| Füsti Edina              | 1982. június 24.     | Ózd                        | Tatabányai SC     |
| Kálovics Anikó           | 1977. május 13.      | Szombathely                | Zalaszám-ZAC      |
| Kiss Dániel              | 1982. február 12.    | Budapest                   | Ikarus BSE        |
| Kővágó Zoltán            | 1979. április 10.    | Szolnok                    | Bp. Honvéd        |
| Kürthy Lajos             | 1986. október 22.    | Mohács                     | Mohácsi TE        |
| Máté Gábor               | 1979. február 9.     | Békéscsaba                 | Csabai Atléták SE |
| Olteán Csongor           | 1984. április 8.     | Sepsiszentgyörgy (Románia) | Albertirsai SE    |
| Orbán Éva                | 1984. november 29.   | Pápa                       | VEDAC             |
| Papp Krisztina           | 1982. december 17.   | Eger                       | UTE               |
| Pars Krisztián           | 1982. február 18.    | Körmend                    | Dobó SE           |
| Petráhn Barbara          | 1978. szeptember 16. | Sopron                     | Szolnoki MÁV SE   |
| Prokoppné Teveli Petra   | 1979. november 1.    | Siófok                     | UTE               |
| Rakonczai Beáta          | 1977. június 25.     | Nyíregyháza                | Nyíregyházi VSC   |
| Szabó Nikolett           | 1980. március 3.     | Budapest                   | FTC               |
| Szabóné Molnár Krisztina | 1976. április 8.     | Budapest                   | UTE               |
| Vári Edit                | 1975. május 31.      | Mosonmagyaróvár            | BEAC              |
| Zsivoczky-Pandel Attila  | 1977. április 29.    | Budapest                   | Debreceni SC      |

## Birkózás

### Férfi
Kötöttfogású
| Versenyző          | Versenyszám | Selejtező                            | Nyolcaddöntő                               | Negyeddöntő                               | Elődöntő                                 | Vigaszág első kör             | Vigaszág elődöntő | Bronz- mérkőzés                         | Döntő                                 | Helyezés |
| Versenyző          | Versenyszám | Ellenfél Eredmény                    | Ellenfél Eredmény                          | Ellenfél Eredmény                         | Ellenfél Eredmény                        | Ellenfél Eredmény             | Ellenfél Eredmény | Ellenfél Eredmény                       | Ellenfél Eredmény                     | Helyezés |
| ------------------ | ----------- | ------------------------------------ | ------------------------------------------ | ----------------------------------------- | ---------------------------------------- | ----------------------------- | ----------------- | --------------------------------------- | ------------------------------------- | -------- |
| Lőrincz Tamás      | 66 kg       | Arman Adikjan (ARM) · 2-2, 2-1       | Steeve Guénot (FRA) · 2-0, 1-1, 1-1        |                                           |                                          | Alaín Milián (CUB) · 1-1, 1-1 | kiesett           | kiesett                                 |                                       | 8.       |
| Bácsi Péter        | 74 kg       | T. C. Dantzler (USA) · 5-1, 2-2, 3-0 | Arszen Dzsulfalakjan (ARM) · 3-1, 4-4, 1-1 | Vartyeresz Szamurgasev (RUS) · 2-2, 4-1   | Manucsar Kvirkelia (GEO) · 1-2, 5-2, TUS |                               |                   | Christophe Guénot (FRA) · 1-3, 4-0, 2-4 |                                       | 5.       |
| Fodor Zoltán       | 84 kg       |                                      | Ma Szan-ji (CHN) · 2-0, 2-1                | Şalma Qodabadze (AZE) · 1-1, 3-0, 1-1     | Nazmi Avluca (TUR) · 2-1, 1-1            |                               |                   |                                         | Andrea Minguzzi (ITA) · 1-1, 1-1, 0-4 |          |
| Virág Lajos        | 96 kg       |                                      | Adam Wheeler (USA) · 1-1, 1-1, 1-1         | kiesett                                   | kiesett                                  |                               |                   |                                         |                                       | 17.      |
| Deák Bárdos Mihály | 120 kg      |                                      | Ari Taub (CAN) · 2-1, 4-1                  | Yannick Szczepaniak (FRA) · 1-1, 2-0, 1-1 | kiesett                                  |                               |                   |                                         |                                       | 8.       |

Szabadfogású
| Versenyző    | Versenyszám | Selejtező                      | Nyolcaddöntő                          | Negyeddöntő                     | Elődöntő          | Vigaszág első kör | Vigaszág elődöntő | Bronz- mérkőzés   | Döntő             | Helyezés |
| Versenyző    | Versenyszám | Ellenfél Eredmény              | Ellenfél Eredmény                     | Ellenfél Eredmény               | Ellenfél Eredmény | Ellenfél Eredmény | Ellenfél Eredmény | Ellenfél Eredmény | Ellenfél Eredmény | Helyezés |
| ------------ | ----------- | ------------------------------ | ------------------------------------- | ------------------------------- | ----------------- | ----------------- | ----------------- | ----------------- | ----------------- | -------- |
| Veréb István | 74 kg       | Ben Askren (USA) · 2-0, TUS    | kiesett                               | kiesett                         | kiesett           |                   |                   |                   |                   | 20.      |
| Kiss Gergely | 96 kg       | Nicolai Ceban (MDA) · 5-3, 5-0 | Kurban Kurbanov (UZB) · 1-1, 0-3, 4-5 | kiesett                         | kiesett           |                   |                   |                   |                   | 8.       |
| Aubéli Ottó  | 120 kg      |                                | Florian Temengi (PLW) · 4-0, 7-1      | David Musuľbes (SVK) · 1-2, 0-2 | kiesett           |                   |                   |                   |                   | 8.       |

### Női
Szabadfogású
| Versenyző       | Versenyszám | Selejtező         | Nyolcaddöntő                       | Negyeddöntő       | Elődöntő          | Vigaszág első kör | Vigaszág elődöntő | Bronz- mérkőzés   | Döntő             | Helyezés |
| Versenyző       | Versenyszám | Ellenfél Eredmény | Ellenfél Eredmény                  | Ellenfél Eredmény | Ellenfél Eredmény | Ellenfél Eredmény | Ellenfél Eredmény | Ellenfél Eredmény | Ellenfél Eredmény | Helyezés |
| --------------- | ----------- | ----------------- | ---------------------------------- | ----------------- | ----------------- | ----------------- | ----------------- | ----------------- | ----------------- | -------- |
| Sastin Marianna | 63 kg       |                   | Martine Dugrenier (CAN) · 0-2, 0-6 | kiesett           | kiesett           |                   |                   |                   |                   | 15.      |

Olimpikonok adatai:
| Név                | Születési idő      | Születési hely  | Egyesület                |
| Aubéli Ottó        | 1975. március 31.  | Esztergom       | Gumi Profi Váci Forma SE |
| Bácsi Péter        | 1983. május 15.    | Budapest        | FTC                      |
| Deák Bárdos Mihály | 1975. január 30.   | Miskolc         | Vasas                    |
| Fodor Zoltán       | 1985. július 29.   | Budapest        | FTC                      |
| Kiss Gergely       | 1983. november 6.  | Orosháza        | Orosháza                 |
| Lőrincz Tamás      | 1986. december 20. | Cegléd          | Ceglédi VSE              |
| Sastin Marianna    | 1983. július 10.   | Mosonmagyaróvár | Csepel                   |
| Veréb István       | 1987. október 8.   | Szombathely     | Haladás                  |
| Virág Lajos        | 1977. június 27.   | Eger            | Vasas                    |

Nem indultak
- Módos Péter[4]
- Hatos Gábor[7]

## Cselgáncs
Férfi
| Versenyző      | Versenyszám  | Selejtező                        | 32-es főtábla                         | Nyolcaddöntő                              | Negyeddöntő                        | Elődöntő          | Vigaszág első kör | Vigaszág negyeddöntő         | Vigaszág elődöntő                       | Bronz- mérkőzés   | Döntő             | Helyezés |
| Versenyző      | Versenyszám  | Ellenfél Eredmény                | Ellenfél Eredmény                     | Ellenfél Eredmény                         | Ellenfél Eredmény                  | Ellenfél Eredmény | Ellenfél Eredmény | Ellenfél Eredmény            | Ellenfél Eredmény                       | Ellenfél Eredmény | Ellenfél Eredmény | Helyezés |
| -------------- | ------------ | -------------------------------- | ------------------------------------- | ----------------------------------------- | ---------------------------------- | ----------------- | ----------------- | ---------------------------- | --------------------------------------- | ----------------- | ----------------- | -------- |
| Ungvári Miklós | Harmatsúly   | Vu Zsitupiliko (CHN) · 0011-0001 | Zaza Kedelasvili (GEO) · 1000-0000    | Alim Gadanov (RUS) · 0002-0011            | kiesett                            | kiesett           |                   |                              |                                         |                   |                   | 17.      |
| Hadfi Dániel   | Félnehézsúly |                                  | Mohammed Ben Száleh (LBA) · 1001-0000 | Franck Martial Moussima (CMR) · 1002-0010 | Aszhat Zsitkejev (KAZ) · 0100-1111 |                   |                   | Amel Mekić (BIH) · 1001-0011 | Przemysław Matyjaszek (POL) · 0010-0011 | kiesett           |                   | 7.       |
| Bor Barna      | Nehézsúly    |                                  | Iszlám es-Sehábi (EGY) · 0010-0120    | kiesett                                   | kiesett                            | kiesett           |                   |                              |                                         |                   |                   | 21.      |

Női
| Versenyző        | Versenyszám | Selejtező                       | Nyolcaddöntő                    | Negyeddöntő                   | Elődöntő          | Vigaszág első kör | Vigaszág negyeddöntő                    | Vigaszág elődöntő               | Bronz- mérkőzés   | Döntő             | Helyezés |
| Versenyző        | Versenyszám | Ellenfél Eredmény               | Ellenfél Eredmény               | Ellenfél Eredmény             | Ellenfél Eredmény | Ellenfél Eredmény | Ellenfél Eredmény                       | Ellenfél Eredmény               | Ellenfél Eredmény | Ellenfél Eredmény | Helyezés |
| ---------------- | ----------- | ------------------------------- | ------------------------------- | ----------------------------- | ----------------- | ----------------- | --------------------------------------- | ------------------------------- | ----------------- | ----------------- | -------- |
| Csernoviczki Éva | Légsúly     | Sarah Menezes (BRA) · 1000-0000 | Alina Dumitru (ROU) · 0010-0101 |                               |                   |                   | Kim Jongran (KOR) · 0001-0000           | Paula Pareto (ARG) · 0001-0110  | kiesett           |                   | 7.       |
| Baczkó Bernadett | Könnyűsúly  |                                 | Pekli Mária (AUS) · 0100-0101   |                               |                   |                   | Neszrijja el-Zselászi (TUN) · 1011-0000 | Barbara Harel (FRA) · 0010-0110 | kiesett           |                   | 7.       |
| Mészáros Anett   | Középsúly   |                                 | Julija Kuzina (RUS) · 0010-0002 | Ueno Maszae (JPN) · 0000-0200 |                   |                   | Vang Csüan (CHN) · 1010-0000            | Ronda Rousey (USA) · 0000-1010  | kiesett           |                   | 7.       |

Olimpikonok adatai:
| Név              | Születési idő      | Születési hely | Egyesület            |
| Baczkó Bernadett | 1986. január 8.    | Budapest       | KSI                  |
| Bor Barna        | 1986. december 12. | Kerepestarcsa  | Paksi ASE            |
| Csernoviczki Éva | 1986. október 16.  | Tatabánya      | Ippon Judo Tatabánya |
| Hadfi Dániel     | 1982. május 13.    | Budapest       | Bp. Honvéd           |
| Mészáros Anett   | 1987. július 14.   | Budapest       | Paksi ASE            |
| Ungvári Miklós   | 1980. október 15.  | Cegléd         | Kecskeméti JC        |

## Evezés
Férfi
| Versenyző                 | Versenyszám              | Előfutam | Előfutam | Vigaszág | Vigaszág | Elődöntő | Elődöntő | Elődöntő | Döntő | Döntő   | Döntő | Helyezés |
| Versenyző                 | Versenyszám              | Idő      | Hely.    | Idő      | Hely.    | Típus    | Idő      | Hely.    | Típus | Idő     | Hely. | Helyezés |
| ------------------------- | ------------------------ | -------- | -------- | -------- | -------- | -------- | -------- | -------- | ----- | ------- | ----- | -------- |
| Hirling Zsolt Varga Tamás | Könnyűsúlyú kétpárevezős | 6:19,60  | 3.       | 6:50,48  | 4.       | C/D      | 6:28,84  | 1.       | C     | 6:25,11 | 2.    | 14.      |

Olimpikonok adatai:
| Név           | Születési idő    | Születési hely | Egyesület               |
| Hirling Zsolt | 1984. május 28.  | Budapest       | Vác Városi Evezős Klub  |
| Varga Tamás   | 1978. június 17. | Budapest       | Bajai Vízügyi Spartacus |

## Kajak-kenu

### Síkvízi
Férfi
| Versenyző                                        | Versenyszám         | Előfutam | Előfutam | Előfutam | Elődöntő | Elődöntő | Elődöntő | Döntő    | Döntő    |
| Versenyző                                        | Versenyszám         | Idő      | Hely.    | Össz.    | Idő      | Hely.    | Össz.    | Idő      | Helyezés |
| ------------------------------------------------ | ------------------- | -------- | -------- | -------- | -------- | -------- | -------- | -------- | -------- |
| Vereckei Ákos                                    | Kajak egyes 500 m   | 1:36,099 | 1.       | 2.       | 1:42,155 | 3.       | 3.       | 1:38,318 | 6.       |
| Benkő Zoltán                                     | Kajak egyes 1000 m  | 3:29,542 | 2.       | 3.       | 3:34,473 | 3.       | 6.       | 3:32,120 | 9.       |
| Kammerer Zoltán Kucsera Gábor                    | Kajak kettes 500 m  | 1:30,099 | 3. D     | 5.       |          |          |          | 1:30,285 | 4.       |
| Kammerer Zoltán Kucsera Gábor                    | Kajak kettes 1000 m | 3:17,636 | 1. D     | 2.       |          |          |          | 3:15,049 | 4.       |
| Beé István Bozsik Gábor Sík Márton Vereckei Ákos | Kajak négyes 1000 m | 2:57,242 | 2.D      | 2.       |          |          |          | 2:59,009 | 5.       |
| Vajda Attila                                     | Kenu egyes 500 m    | 1:49,942 | 4.       | 9.       | 1:51,029 | 1.       | 1.       | 1:50,156 | 9.       |
| Vajda Attila                                     | Kenu egyes 1000 m   | 3:55,319 | 1. D     | 1.       |          |          |          | 3:50,467 |          |
| Sáfrán Mátyás Sáfrán Mihály                      | Kenu kettes 500 m   | 1:43,642 | 6.       | 12.      | 1:45,032 | 8.       | 8.       | kiesett  | kiesett  |
| Kiss Tamás Kozmann György                        | Kenu kettes 1000 m  | 3:46,020 | 4.       | 9.       | 3:42,482 | 2.       | 2.       | 3:40,258 |          |

Női
| Versenyző                                                 | Versenyszám        | Előfutam | Előfutam | Előfutam | Elődöntő | Elődöntő | Elődöntő | Döntő    | Döntő    |
| Versenyző                                                 | Versenyszám        | Idő      | Hely.    | Össz.    | Idő      | Hely.    | Össz.    | Idő      | Helyezés |
| --------------------------------------------------------- | ------------------ | -------- | -------- | -------- | -------- | -------- | -------- | -------- | -------- |
| Kovács Katalin                                            | Kajak egyes 500 m  | 1:49,424 | 1. D     | 4.       |          |          |          | 1:51,139 | 4.       |
| Janics Natasa Kovács Katalin                              | Kajak kettes 500 m | 1:42,162 | 1. D     | 1.       |          |          |          | 1:41,308 |          |
| Janics Natasa Kovács Katalin Kozák Danuta Szabó Gabriella | Kajak négyes 500 m | 1:34,321 | 1. D     | 2.       |          |          |          | 1:32,971 |          |

Olimpikonok adatai:
| Név             | Születési idő       | Születési hely          | Egyesület         |
| Beé István      | 1972. július 4.     | Budapest                | Honvéd            |
| Benkő Zoltán    | 1983. június 13.    | Budapest                | Győri VSE         |
| Bozsik Gábor    | 1981. október 26.   | Budapest                | Tiszaújvárosi VSE |
| Janics Natasa   | 1982. június 24.    | Bácskapalánka (Szerbia) | Démász-Szeged     |
| Kammerer Zoltán | 1978. március 10.   | Vác                     | Győri VSE         |
| Kiss Tamás      | 1987. május 9.      | Ajka                    | Csepel            |
| Kovács Katalin  | 1976. február 29.   | Budapest                | MTK               |
| Kozák Danuta    | 1987. január 11.    | Budapest                | KSI SE            |
| Kozmann György  | 1978. március 23.   | Szekszárd               | Paksi ASE         |
| Kucsera Gábor   | 1982. augusztus 27. | Budapest                | Kőbánya SE        |
| Sáfrán Mátyás   | 1986. január 23.    | Székesfehérvár          | KSI SE            |
| Sáfrán Mihály   | 1985. március 21.   | Székesfehérvár          | Bp. Honvéd        |
| Sík Márton      | 1984. január 28.    | Szeged                  | Szegedi VSE       |
| Szabó Gabriella | 1986. augusztus 14. | Budapest                | Dunaferr          |
| Vajda Attila    | 1983. március 17.   | Szeged                  | Démász-Szeged     |
| Vereckei Ákos   | 1977. augusztus 26. | Budapest                | Bp. Honvéd        |

## Kerékpározás

### BMX
| Versenyző       | Versenyszám | Selejtező | Selejtező | Negyeddöntő | Negyeddöntő | Elődöntő | Elődöntő | Döntő   | Döntő    |
| Versenyző       | Versenyszám | Idő       | Helyezés  | Pont        | Helyezés    | Pont     | Helyezés | Idő     | Helyezés |
| --------------- | ----------- | --------- | --------- | ----------- | ----------- | -------- | -------- | ------- | -------- |
| Radasics Vilmos | Férfi       | 38,830    | 31.       | 18          | 6.          | kiesett  | kiesett  | kiesett | kiesett  |
| Hódi Anikó      | Női         | 41,772    | 15.       |             |             | 18       | 6.       | kiesett | kiesett  |

Olimpikonok adatai:
| Név             | Születési idő     | Születési hely   | Egyesület           |
| Hódi Anikó      | 1986. április 11. | Hódmezővásárhely | Honvéd Bercsényi SE |
| Radasics Vilmos | 1983. október 25. | Sopron           | Soproni BMX SE      |

### Hegyi-kerékpározás
| Versenyző    | Versenyszám        | Idő              | Helyezés |
| ------------ | ------------------ | ---------------- | -------- |
| Parti András | Férfi terepverseny | 2:06:00 (+10:01) | 23.      |

Olimpikon adatai:
| Név          | Születési idő        | Születési hely | Egyesület      |
| Parti András | 1982. szeptember 18. | Budapest       | Józsefhegyi SE |

### Országúti kerékpározás
Férfi
| Versenyző      | Versenyszám   | Idő                   | Helyezés      |
| -------------- | ------------- | --------------------- | ------------- |
| Kusztor Péter  | Mezőnyverseny | 6:35:44 (+11:55)      | 65.           |
| Bodrogi László | Mezőnyverseny | nem ért célba         | nem ért célba |
| Bodrogi László | Időfutam      | 1:07:27,49 (+5:16,06) | 26.           |

Olimpikonok adatai:
| Név            | Születési idő      | Születési hely | Egyesület           |
| Bodrogi László | 1976. december 11. | Budapest       | Crédit Agricole     |
| Kusztor Péter  | 1984. december 27. | Budapest       | P-Nívó Betonexpresz |

## Kézilabda

### Női

#### Eredmények
Csoportkör
B csoport
| Csapat             | M | Gy | D | V | G+  | G–  | Gk  | P |
| ------------------ | - | -- | - | - | --- | --- | --- | - |
| Oroszország (RUS)  | 5 | 4  | 1 | 0 | 148 | 125 | +23 | 9 |
| Dél-Korea (KOR)    | 5 | 3  | 1 | 1 | 155 | 127 | +28 | 7 |
| Magyarország (HUN) | 5 | 2  | 1 | 2 | 129 | 142 | –13 | 5 |
| Svédország (SWE)   | 5 | 2  | 0 | 3 | 123 | 137 | –14 | 4 |
| Brazília (BRA)     | 5 | 1  | 1 | 3 | 124 | 137 | –13 | 3 |
| Németország (GER)  | 5 | 1  | 0 | 4 | 123 | 134 | –11 | 2 |

| 2008. augusztus 9. 10:45 | Magyarország (HUN) | 30–24       | Svédország (SWE)  | Olimpiai Sport Centrum, Peking Játékvezetők: Licis, Stolarovs (LAT) |
| 2008. augusztus 9. 10:45 | Vérten, Görbicz 7  | (15–14)     | Islas Helgesson 6 | Olimpiai Sport Centrum, Peking Játékvezetők: Licis, Stolarovs (LAT) |
| 2008. augusztus 9. 10:45 | 7× 2×              | Jegyzőkönyv | 4× 2×             | Olimpiai Sport Centrum, Peking Játékvezetők: Licis, Stolarovs (LAT) |

| 2008. augusztus 11. 10:45 | Brazília (BRA) | 28–28       | Magyarország (HUN) | Olimpiai Sport Centrum, Peking Játékvezetők: Baum, Goralczyk (POL) |
| 2008. augusztus 11. 10:45 | Amorim 10      | (12–17)     | Görbicz 8          | Olimpiai Sport Centrum, Peking Játékvezetők: Baum, Goralczyk (POL) |
| 2008. augusztus 11. 10:45 | 6× 3×          | Jegyzőkönyv | 6× 3× 1×           | Olimpiai Sport Centrum, Peking Játékvezetők: Baum, Goralczyk (POL) |

| 2008. augusztus 13. 20:45 | Németország (GER) | 24–25       | Magyarország (HUN) | Olimpiai Sport Centrum, Peking Játékvezetők: Gjeding, Hansen (DEN) |
| 2008. augusztus 13. 20:45 | Krause 9          | (14–12)     | Görbicz 9          | Olimpiai Sport Centrum, Peking Játékvezetők: Gjeding, Hansen (DEN) |
| 2008. augusztus 13. 20:45 | 4× 3×             | Jegyzőkönyv | 7× 4×              | Olimpiai Sport Centrum, Peking Játékvezetők: Gjeding, Hansen (DEN) |

| 2008. augusztus 15. 20:45 | Magyarország (HUN) | 24–33       | Oroszország (RUS) | Olimpiai Sport Centrum, Peking Játékvezetők: Din, Dinu (ROU) |
| 2008. augusztus 15. 20:45 | Görbicz 6          | (15–16)     | Posztnova 8       | Olimpiai Sport Centrum, Peking Játékvezetők: Din, Dinu (ROU) |
| 2008. augusztus 15. 20:45 | 3× 3×              | Jegyzőkönyv | 2× 3×             | Olimpiai Sport Centrum, Peking Játékvezetők: Din, Dinu (ROU) |

| 2008. augusztus 17. 20:45 | Magyarország (HUN) | 22–33       | Dél-Korea (KOR) | Olimpiai Sport Centrum, Peking Játékvezetők: Breto, Huelin (ESP) |
| 2008. augusztus 17. 20:45 | Görbicz 7          | (11–19)     | O Szongok 6     | Olimpiai Sport Centrum, Peking Játékvezetők: Breto, Huelin (ESP) |
| 2008. augusztus 17. 20:45 | 5× 4×              | Jegyzőkönyv | 3× 3×           | Olimpiai Sport Centrum, Peking Játékvezetők: Breto, Huelin (ESP) |

Negyeddöntő
| 2008. augusztus 19. 14:15 | Magyarország (HUN) | 34–30       | Románia (ROU) | Olimpiai Sport Centrum, Peking Játékvezetők: Liudowyk, Vakula (UKR) |
| 2008. augusztus 19. 14:15 | Kovacsicz 7        | (14–16)     | Maier 11      | Olimpiai Sport Centrum, Peking Játékvezetők: Liudowyk, Vakula (UKR) |
| 2008. augusztus 19. 14:15 | 2× 3×              | Jegyzőkönyv | 7× 3× 1×      | Olimpiai Sport Centrum, Peking Játékvezetők: Liudowyk, Vakula (UKR) |

Elődöntő
| 2008. augusztus 21. 20:15 | Magyarország (HUN) | 20–22       | Oroszország (RUS) | Olimpiai Sport Centrum, Peking Játékvezetők: Baum, Goralczyk (POL) |
| 2008. augusztus 21. 20:15 | Tóth 5             | (9–14)      | Bliznova 7        | Olimpiai Sport Centrum, Peking Játékvezetők: Baum, Goralczyk (POL) |
| 2008. augusztus 21. 20:15 | 6× 4×              | Jegyzőkönyv | 7× 3× 1×          | Olimpiai Sport Centrum, Peking Játékvezetők: Baum, Goralczyk (POL) |

Bronzmérkőzés
| 2008. augusztus 23. 13:30 | Dél-Korea (KOR) | 33–28       | Magyarország (HUN) | Olimpiai Sport Centrum, Peking Játékvezetők: Csernyega, Polagyenko (RUS) |
| 2008. augusztus 23. 13:30 | Mun Philhi 10   | (13–15)     | Ferling 7          | Olimpiai Sport Centrum, Peking Játékvezetők: Csernyega, Polagyenko (RUS) |
| 2008. augusztus 23. 13:30 | 3× 3×           | Jegyzőkönyv | 7× 3×              | Olimpiai Sport Centrum, Peking Játékvezetők: Csernyega, Polagyenko (RUS) |

| Csapat             | Helyezés |
| ------------------ | -------- |
| Magyarország (HUN) | 4.       |

Olimpikonok adatai:
| Név                         | Születési idő        | Születési hely         |
| Bódi Bernadett              | 1986. március 9.     | Szeged                 |
| Borbás Rita                 | 1980. december 21.   | Budapest               |
| Görbicz Anita               | 1983. május 13.      | Veszprém               |
| Herr Orsolya                | 1984. november 23.   | Tatabánya              |
| Hornyák Ágnes               | 1982. szeptember 2.  | Mátészalka             |
| Kovacsicz Mónika            | 1983. november 20.   | Révkomárom (Szlovákia) |
| Orsó-Ferling Bernadett      | 1977. július 13.     | Tatabánya              |
| Pálinger Katalin            | 1978. december 6.    | Mosonmagyaróvár        |
| Sepsiné Pigniczki Krisztina | 1975. szeptember 18. | Makó                   |
| Szamoránsky Piroska         | 1986. július 9.      | Győr                   |
| Szűcs Gabriella             | 1984. augusztus 31.  | Nagyvárad (Románia)    |
| Tomori Zsuzsanna            | 1987. június 18.     | Budapest               |
| Tóth Tímea                  | 1980. szeptember 16. | Zalaszentgrót          |
| Vérten Orsolya              | 1982. július 22.     | Budapest               |

## Műugrás
Női
| Versenyző    | Versenyszám    | Selejtező | Selejtező | Elődöntő | Elődöntő | Döntő   | Döntő    |
| Versenyző    | Versenyszám    | Pont      | Helyezés  | Pont     | Helyezés | Pont    | Helyezés |
| ------------ | -------------- | --------- | --------- | -------- | -------- | ------- | -------- |
| Barta Nóra   | Egyéni műugrás | 276,15    | 18.       | 318,15   | 11.      | 269,25  | 12.      |
| Kormos Villő | Egyéni műugrás | 247,95    | 24.       | kiesett  | kiesett  | kiesett | kiesett  |

Olimpikonok adatai:
| Név          | Születési idő      | Születési hely | Egyesület |
| Barta Nóra   | 1984. április 2.   | Budapest       | BVSC      |
| Kormos Villő | 1988. augusztus 2. | Budapest       | RLSE      |

## Ökölvívás
| Versenyző       | Versenyszám  | Selejtező                    | Nyolcaddöntő                   | Negyeddöntő                | Elődöntő          | Döntő             | Helyezés |
| Versenyző       | Versenyszám  | Ellenfél Eredmény            | Ellenfél Eredmény              | Ellenfél Eredmény          | Ellenfél Eredmény | Ellenfél Eredmény | Helyezés |
| --------------- | ------------ | ---------------------------- | ------------------------------ | -------------------------- | ----------------- | ----------------- | -------- |
| Bedák Pál       | Papírsúly    | Birzsan Zsakipov (KAZ) · 6-7 | kiesett                        | kiesett                    | kiesett           | kiesett           | 17.      |
| Kalucza Norbert | Légsúly      |                              | McWilliams Arroyo (PUR) · 6-14 | kiesett                    | kiesett           | kiesett           | 9.       |
| Varga Miklós    | Könnyűsúly   | Merej Aksalov (KAZ) · 3-12   | kiesett                        | kiesett                    | kiesett           | kiesett           | 17.      |
| Káté Gyula      | Kisváltósúly | Johnny Joyce (IRL) · 5-9     | kiesett                        | kiesett                    | kiesett           | kiesett           | 17.      |
| Szellő Imre     | Félnehézsúly |                              | Luis González (VEN) · RSC      | Tony Jeffries (GBR) · 2-10 | kiesett           | kiesett           | 5.       |

RSC - a játékvezető megállította a mérkőzést (fejütés)
Olimpikonok adatai:
| Név             | Születési idő       | Születési hely | Egyesület     |
| Bedák Pál       | 1985. szeptember 8. | Budapest       | Unio SC       |
| Kalucza Norbert | 1986. december 4.   | Mátészalka     | DVSC ÖK       |
| Káté Gyula      | 1982. február 3.    | Budapest       | MTK           |
| Szellő Imre     | 1983. július 27.    | Cegléd         | Kecskeméti SC |
| Varga Miklós    | 1987. augusztus 26. | Debrecen       | Harangi SE    |

## Öttusa
| Versenyző       | Versenyszám | Lövészet | Lövészet | Lövészet | Vívás    | Vívás | Vívás | Úszás   | Úszás | Úszás | Lovaglás | Lovaglás | Lovaglás | Lovaglás | Futás    | Futás | Futás | Összesen    | Összesen |
| Versenyző       | Versenyszám | Pontszám | Pont     | Hely.    | Eredmény | Pont  | Hely. | Idő     | Pont  | Hely. | Idő      | Hibapont | Pont     | Hely.    | Idő      | Pont  | Hely. | Összes pont | Helyezés |
| --------------- | ----------- | -------- | -------- | -------- | -------- | ----- | ----- | ------- | ----- | ----- | -------- | -------- | -------- | -------- | -------- | ----- | ----- | ----------- | -------- |
| Balogh Gábor    | Férfi       | 179      | 1084     | 20.      | 19-16    | 856   | 10.   | 2:07,32 | 1276  | 21.   | 1:53,65  | 348      | 852      | 27.      | 10:01,90 | 996   | 32.   | 5064        | 26.      |
| Horváth Viktor  | Férfi       | 187      | 1180     | 4.       | 16-19    | 784   | 21.   | 2:05,17 | 1300  | 15.   | 1:30,55  | 304      | 896      | 25.      | 9:32,25  | 1112  | 16.   | 5272        | 19.      |
| Gyenesei Leila  | Női         | 171      | 988      | 30.      | 13-22    | 712   | 29.*  | 2:13,84 | 1316  | 4.    | 1:07,13  | 28       | 1172     | 8.       | 11:02,35 | 1072  | 25.   | 5260        | 24.      |
| Vörös Zsuzsanna | Női         | 182      | 1120     | 12.      | 15-20    | 760   | 24.** | 2:16,96 | 1280  | 11.*  | 1:17,62  | 124      | 1076     | 23.      | 11:04,30 | 1064  | 26.   | 5300        | 20.      |

* - egy másik versenyzővel azonos eredményt ért el

** - három másik versenyzővel azonos eredményt ért el
Olimpikonok adatai:
| Név             | Születési idő      | Születési hely | Egyesület                    |
| Balogh Gábor    | 1976. augusztus 5. | Budapest       | Bp. Honvéd                   |
| Gyenesei Leila  | 1986. április 22.  | Kaposvár       | Alba Volán, Kaposvári Építők |
| Horváth Viktor  | 1978. február 26.  | Székesfehérvár | Alba Volán                   |
| Vörös Zsuzsanna | 1977. május 4.     | Székesfehérvár | Alba Volán                   |

## Sportlövészet
Férfi
| Versenyző       | Versenyszám           | Selejtező | Selejtező | Döntő   | Döntő    |
| Versenyző       | Versenyszám           | Pont      | Helyezés  | Pont    | Helyezés |
| --------------- | --------------------- | --------- | --------- | ------- | -------- |
| Sidi Péter      | Légpuska              | 595       | 6.        | 698,4   | 6.       |
| Sidi Péter      | Sportpuska, összetett | 1163      | 25.       | kiesett | kiesett  |
| Sidi Péter      | Sportpuska, fekvő     | 588       | 39.       | kiesett | kiesett  |
| Gerebics Roland | Dupla trap            | 136       | 9.        | kiesett | kiesett  |

Női
| Versenyző         | Versenyszám           | Selejtező | Selejtező | Döntő   | Döntő    |
| Versenyző         | Versenyszám           | Pont      | Helyezés  | Pont    | Helyezés |
| ----------------- | --------------------- | --------- | --------- | ------- | -------- |
| Csíkné Tóth Anita | Légpuska              | 390       | 35.       | kiesett | kiesett  |
| Csíkné Tóth Anita | Sportpuska, összetett | 569       | 37.       | kiesett | kiesett  |
| Csonka Zsófia     | Légpisztoly           | 378       | 29.       | kiesett | kiesett  |
| Csonka Zsófia     | Sportpisztoly         | 571       | 32.       | kiesett | kiesett  |
| Igaly Diána       | Skeet                 | 66        | 11.*      | kiesett | kiesett  |

* - két másik versenyzővel azonos pontszámmal végzett
Olimpikonok adatai:
| Név               | Születési idő        | Születési hely | Egyesület    |
| Csíkné Tóth Anita | 1979. november 12.   | Szolnok        | UTE          |
| Csonka Zsófia     | 1983. szeptember 12. | Pécs           | Pécsi VLK    |
| Gerebics Roland   | 1979. szeptember 6.  | Várpalota      | Olympia SSE  |
| Igaly Diána       | 1965. január 31.     | Budapest       | BPLE         |
| Sidi Péter        | 1978. szeptember 11. | Komárom        | Komáromi VSE |

## Súlyemelés
Férfi
| Versenyző      | Versenyszám | Szakítás | Szakítás | Lökés                    | Lökés                    | Összesen | Helyezés |
| Versenyző      | Versenyszám | Eredmény | Helyezés | Eredmény                 | Helyezés                 | Összesen | Helyezés |
| -------------- | ----------- | -------- | -------- | ------------------------ | ------------------------ | -------- | -------- |
| Baranyai János | 77 kg       | 145,0    | 17.*     | érvényes kísérlet nélkül | érvényes kísérlet nélkül | kiesett  | kiesett  |

* - egy másik versenyzővel azonos eredményt ért el
Olimpikon adatai:
| Név            | Születési idő    | Születési hely | Egyesület       |
| Baranyai János | 1984. június 24. | Oroszlány      | Nyíregyházi VSC |

## Tenisz
Női
| Versenyző              | Versenyszám | 64-es főtábla                    | 32-es főtábla                                        | Nyolcaddöntő      | Negyeddöntő       | Elődöntő          | Bronz- mérkőzés   | Döntő             | Helyezés |
| Versenyző              | Versenyszám | Ellenfél Eredmény                | Ellenfél Eredmény                                    | Ellenfél Eredmény | Ellenfél Eredmény | Ellenfél Eredmény | Ellenfél Eredmény | Ellenfél Eredmény | Helyezés |
| ---------------------- | ----------- | -------------------------------- | ---------------------------------------------------- | ----------------- | ----------------- | ----------------- | ----------------- | ----------------- | -------- |
| Szávay Ágnes           | Egyes       | Cseng Csie (CHN) · 6-4, 3-6, 5-7 | kiesett                                              | kiesett           | kiesett           | kiesett           | kiesett           | kiesett           | 33.      |
| Arn Gréta Szávay Ágnes | Páros       |                                  | Japán (JPN) · Morita Ajumi · Szugijama Ai · 3-6, 3-6 | kiesett           | kiesett           | kiesett           | kiesett           | kiesett           | 17.      |

Olimpikonok adatai:
| Név          | Születési idő      | Születési hely | Egyesület |
| Arn Gréta    | 1979. április 13.  | Budapest       | -         |
| Szávay Ágnes | 1988. december 29. | Kiskunhalas    | Vasas     |

## Torna
Férfi
| Versenyző  | Versenyszám      | Selejtező | Selejtező | Döntő    | Döntő    |
| Versenyző  | Versenyszám      | Pontszám  | Helyezés  | Pontszám | Helyezés |
| ---------- | ---------------- | --------- | --------- | -------- | -------- |
| Gál Róbert | Talaj            | 13,425    | 74.       | kiesett  | kiesett  |
| Gál Róbert | Korlát           | 12,900    | 74.       | kiesett  | kiesett  |
| Gál Róbert | Lólengés         | 13,225    | 65.       | kiesett  | kiesett  |
| Gál Róbert | Egyéni összetett | 39,550    | 82.       | kiesett  | kiesett  |

Női
| Versenyző      | Versenyszám      | Selejtező | Selejtező | Döntő    | Döntő    |
| Versenyző      | Versenyszám      | Pontszám  | Helyezés  | Pontszám | Helyezés |
| -------------- | ---------------- | --------- | --------- | -------- | -------- |
| Böczögő Dorina | Talaj            | 13,925    | 54.       | kiesett  | kiesett  |
| Böczögő Dorina | Ugrás            | 13,912    | 12.       | kiesett  | kiesett  |
| Böczögő Dorina | Felemás korlát   | 13,200    | 72.       | kiesett  | kiesett  |
| Böczögő Dorina | Gerenda          | 13,950    | 63.       | kiesett  | kiesett  |
| Böczögő Dorina | Egyéni összetett | 54,450    | 52.       | kiesett  | kiesett  |

Olimpikonok adatai:
| Név            | Születési idő     | Születési hely | Egyesület                 |
| Böczögő Dorina | 1992. február 15. | Orosháza       | Békéscsabai Hungarotel TC |
| Gál Róbert     | 1979. március 30. | Budapest       | KSI                       |

## Triatlon
| Versenyző    | Versenyszám | 1,5 km úszás | 1,5 km úszás | 40 km kerékpározás | 40 km kerékpározás | 10 km futás | 10 km futás | Összesítés | Összesítés |
| Versenyző    | Versenyszám | Idő          | Hely.        | Idő                | Hely.              | Idő         | Hely.       | Idő        | Helyezés   |
| ------------ | ----------- | ------------ | ------------ | ------------------ | ------------------ | ----------- | ----------- | ---------- | ---------- |
| Kuttor Csaba | Férfi       | 18:09        | 10.          | 59:13              | 48.                | 37:27       | 47.         | 1:55:53,38 | 47.        |
| Szabó Zita   | Női         | 20:28        | 42.          | 1:05:58            | 32.                | 39:17       | 37.         | 2:06:46,70 | 38.        |

Olimpikonok adatai:
| Név          | Születési idő       | Születési hely | Egyesület             |
| Kuttor Csaba | 1975. augusztus 19. | Miskolc        | Uniqa Team Miskolc SE |
| Szabó Zita   | 1974. november 13.  | Karcag         | Debreceni SSZ         |

## Úszás
Férfi
| Versenyző                                               | Versenyszám          | Előfutam | Előfutam | Előfutam | Elődöntő | Elődöntő | Elődöntő | Döntő         | Döntő         |
| Versenyző                                               | Versenyszám          | Idő      | Hely.    | Össz.    | Idő      | Hely.    | Össz.    | Idő           | Helyezés      |
| ------------------------------------------------------- | -------------------- | -------- | -------- | -------- | -------- | -------- | -------- | ------------- | ------------- |
| Takács Krisztián                                        | 50 m gyors           | 22,14    | 5.       | 14.      | 21,84    | 4.       | 9.       | kiesett       | kiesett       |
| Makány Balázs                                           | 100 m gyors          | 49,27    | 2.*      | 28.*     | kiesett  | kiesett  | kiesett  | kiesett       | kiesett       |
| Kovács Norbert                                          | 200 m gyors          | 1:49,34  | 3.       | 35.      | kiesett  | kiesett  | kiesett  | kiesett       | kiesett       |
| Gercsák Balázs                                          | 400 m gyors          | 3:54,14  | 6.       | 32.      |          |          |          | kiesett       | kiesett       |
| Kis Gergő                                               | 1500 m gyors         | 15:09,67 | 6.       | 19.      |          |          |          | kiesett       | kiesett       |
| Kis Gergő                                               | 400 m vegyes         | 4:10,66  | 3.       | 5.       |          |          |          | 4:12,84       | 6.            |
| Cseh László                                             | 400 m vegyes         | 4:09,26  | 1.       | 2.       |          |          |          | 4:06,16       |               |
| Cseh László                                             | 200 m pillangó       | 1:54,48  | 1.       | 2.       | 1:54,35  | 3.       | 4.       | 1:52,70       |               |
| Cseh László                                             | 200 m vegyes         | 1:58,29  | 1.       | 2.       | 1:58,19  | 2.       | 4.       | 1:56,52       |               |
| Kerékjártó Tamás                                        | 200 m vegyes         | 2:00,60  | 6.       | 17.      | kiesett  | kiesett  | kiesett  | kiesett       | kiesett       |
| Kerékjártó Tamás                                        | 200 m pillangó       | 1:57,29  | 7.       | 22.      | kiesett  | kiesett  | kiesett  | kiesett       | kiesett       |
| Madarassy Ádám                                          | 100 m pillangó       | 53,93    | 4.       | 50.      | kiesett  | kiesett  | kiesett  | kiesett       | kiesett       |
| Rudolf Roland                                           | 100 m hát            | 56,25    | 4.       | 36.      | kiesett  | kiesett  | kiesett  | kiesett       | kiesett       |
| Rudolf Roland                                           | 200 m hát            | 1:59,44  | 7.       | 19.*     | kiesett  | kiesett  | kiesett  | kiesett       | kiesett       |
| Balog Gábor                                             | 200 m hát            | 2:01,42  | 7.       | 31.      | kiesett  | kiesett  | kiesett  | kiesett       | kiesett       |
| Bodor Richárd                                           | 100 m mell           | 1:00,97  | 6.       | 19.      | kiesett  | kiesett  | kiesett  | kiesett       | kiesett       |
| Gyurta Dániel                                           | 100 m mell           | 1:01,31  | 8.       | 24.*     | kiesett  | kiesett  | kiesett  | kiesett       | kiesett       |
| Gyurta Dániel                                           | 200 m mell           | 2:08,68  | 1.       | 1.       | 2:09,73  | 3.       | 5.       | 2:09,22       | 5.            |
| Gercsák Csaba                                           | 10 km nyílt vízi     |          |          |          |          |          |          | nem ért célba | nem ért célba |
| Kerékjártó Tamás Kis Gergő Kovács Norbert Kozma Dominik | 4 × 200 m gyorsváltó | 7:14,14  | 6.       | 13.      |          |          |          | kiesett       | kiesett       |

Női
| Versenyző                                                   | Versenyszám          | Előfutam | Előfutam | Előfutam | Elődöntő | Elődöntő | Elődöntő | Döntő   | Döntő    |
| Versenyző                                                   | Versenyszám          | Idő      | Hely.    | Össz.    | Idő      | Hely.    | Össz.    | Idő     | Helyezés |
| ----------------------------------------------------------- | -------------------- | -------- | -------- | -------- | -------- | -------- | -------- | ------- | -------- |
| Dobár Éva                                                   | 50 m gyors           | 26,33    | 3.       | 41.      | kiesett  | kiesett  | kiesett  | kiesett | kiesett  |
| Tompa Orsolya                                               | 100 m gyors          | 56,57    | 3.       | 40.      | kiesett  | kiesett  | kiesett  | kiesett | kiesett  |
| Mutina Ágnes                                                | 200 m gyors          | 1:57,25  | 3.       | 5.       | 1:58,15  | 7.       | 11.      | kiesett | kiesett  |
| Kapás Boglárka                                              | 400 m gyors          | 4:16,22  | 1.       | 29.      |          |          |          | kiesett | kiesett  |
| Nagy Réka                                                   | 800 m gyors          | 8:40,38  | 5.       | 26.      |          |          |          | kiesett | kiesett  |
| Szepesi Nikolett                                            | 100 m hát            | 1:01,77  | 7.       | 24.      | kiesett  | kiesett  | kiesett  | kiesett | kiesett  |
| Szepesi Nikolett                                            | 200 m hát            | 2:11,47  | 6.       | 18.      | kiesett  | kiesett  | kiesett  | kiesett | kiesett  |
| Verrasztó Evelyn                                            | 200 m hát            | 2:11,02  | 7.       | 17.      | kiesett  | kiesett  | kiesett  | kiesett | kiesett  |
| Verrasztó Evelyn                                            | 200 m vegyes         | 2:12,52  | 5.       | 11.      | 2:12,18  | 4.*      | 9.*      | kiesett | kiesett  |
| Hosszú Katinka                                              | 200 m vegyes         | 2:13,05  | 5.       | 17.      | kiesett  | kiesett  | kiesett  | kiesett | kiesett  |
| Hosszú Katinka                                              | 400 m vegyes         | 4:37,55  | 3.       | 12.      |          |          |          | kiesett | kiesett  |
| Jakabos Zsuzsanna                                           | 400 m vegyes         | 4:37,86  | 4.       | 13.      |          |          |          | kiesett | kiesett  |
| Pecz Réka                                                   | 100 m mell           | 1:12,17  | 7.       | 41.      | kiesett  | kiesett  | kiesett  | kiesett | kiesett  |
| Bor Katalin                                                 | 200 m mell           | 2:29,95  | 3.       | 27.      | kiesett  | kiesett  | kiesett  | kiesett | kiesett  |
| Dara Eszter                                                 | 100 m pillangó       | 58,39    | 4.       | 13.      | 58,84    | 5.       | 13.      | kiesett | kiesett  |
| Boulsevicz Beatrix                                          | 200 m pillangó       | 2:10,00  | 6.       | 18.      | kiesett  | kiesett  | kiesett  | kiesett | kiesett  |
| Kovács Emese                                                | 200 m pillangó       | 2:12,73  | 6.       | 27.      | kiesett  | kiesett  | kiesett  | kiesett | kiesett  |
| Dara Eszter Jakabos Zsuzsanna Mutina Ágnes Verrasztó Evelyn | 4 × 200 m gyorsváltó | 7:55,26  | 4.       | 7.       |          |          |          | 7:55,53 | 6.       |

| Versenyző        | Versenyszám  | Szétúszás a döntőért | Szétúszás a döntőért |
| Versenyző        | Versenyszám  | Idő                  | Helyezés             |
| ---------------- | ------------ | -------------------- | -------------------- |
| Verrasztó Evelyn | 200 m vegyes | 2:14,96              | 2.                   |

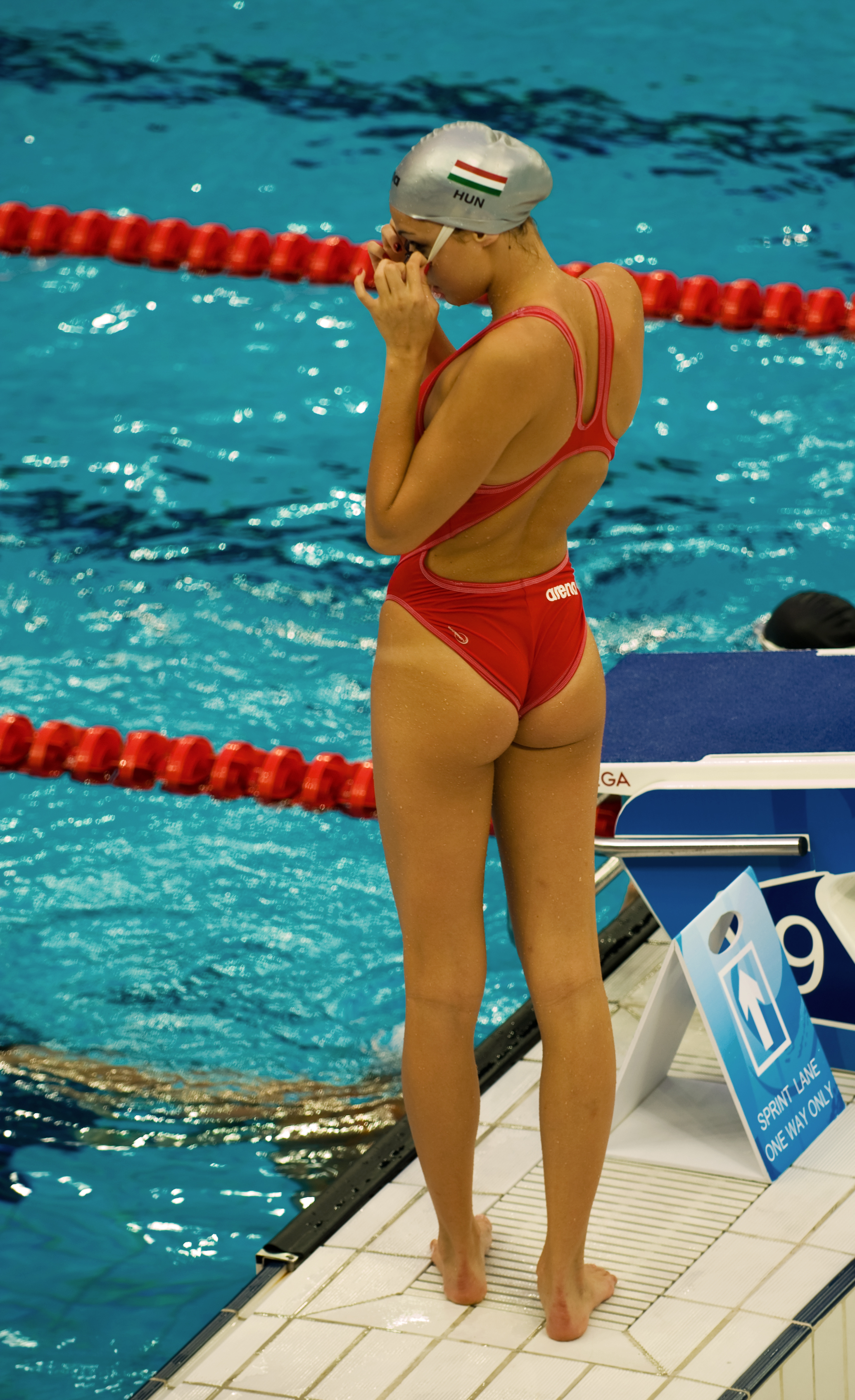
Dobár Éva az 50 méteres gyorsúszás előfutamában

* - egy másik versenyzővel azonos időt ért el
Olimpikonok adatai:
| Név                | Születési idő        | Születési hely       | Egyesület                 |
| Balog Gábor        | 1990. szeptember 2.  | Békéscsaba           | Bácsvíz-KVSC              |
| Bernek Péter*      | 1992. április 13.    | Budapest             | Kőbánya SC                |
| Bodor Richárd      | 1979. március 10.    | Pécs                 | Pécsi VSE                 |
| Bor Katalin        | 1990. február 10.    | Budapest             | A Jövő SC                 |
| Boulsevicz Beatrix | 1987. február 15.    | Budapest             | A Jövő SC                 |
| Cseh László        | 1985. december 3.    | Budapest             | Kőbánya SC                |
| Dara Eszter        | 1990. május 30.      | Budapest             | Kőbánya SC                |
| Dobár Éva          | 1993. március 4.     | Miskolc              | A Jövő SC                 |
| Gercsák Balázs     | 1986. október 14.    | Budapest             | A Jövő SC                 |
| Gercsák Csaba      | 1988. augusztus 19.  | Budapest             | A Jövő SC                 |
| Gyurta Dániel      | 1989. május 4.       | Budapest             | A Jövő SC                 |
| Hosszú Katinka     | 1989. május 3.       | Pécs                 | Bajai Spartacus Vízügy SC |
| Jakabos Zsuzsanna  | 1989. április 3.     | Pécs                 | Pécs-ANK                  |
| Kapás Boglárka     | 1993. április 22.    | Debrecen             | BVSC                      |
| Kerékjártó Tamás   | 1979. július 9.      | Miskolc              | Delfin                    |
| Kis Gergő          | 1988. január 19.     | Tapolca              | Rája 94 Úszóklub          |
| Kovács Emese       | 1991. március 1.     | Baja                 | A Jövő SC                 |
| Kovács Norbert     | 1988. február 13.    | Veszprém             | Kőbánya SC                |
| Kozma Dominik      | 1991. április 10.    | Dunfermline (Skócia) | Kőbánya SC                |
| Madarassy Ádám     | 1985. március 14.    | Budapest             | FTC                       |
| Makány Balázs      | 1987. május 23.      | Pécs                 | Kőbánya SC                |
| Mutina Ágnes       | 1988. április 19.    | Miskolc              | A Jövő SC                 |
| Nagy Péter*        | 1985. április 11.    | Ajka                 | A Jövő SC                 |
| Nagy Réka          | 1986. november 9.    | Ajka                 | A Jövő SC                 |
| Pecz Réka          | 1992. június 21.     | Budapest             | A Jövő SC                 |
| Povázsay Zoltán*   | 1988. március 4.     | Budapest             | Delfin Tiffer 21 SE       |
| Rudolf Roland      | 1985. augusztus 6.   | Budapest             | Kőbánya SC                |
| Szepesi Nikolett   | 1987. szeptember 11. | Budapest             | Kőbánya SC                |
| Takács Krisztián   | 1985. december 30.   | Budapest             | Dunaferr SE               |
| Tompa Orsolya      | 1991. július 14.     | Budapest             | A Jövő SC                 |
| Verrasztó Evelyn   | 1989. július 17.     | Budapest             | A Jövő SC                 |

Nem indultak
- Verrasztó Dávid[5]
- Bernek Péter*
- Povázsay Zoltán*
- Nagy Péter*

* - Férfi 4 × 200 m gyorsváltó tartalékjai.

## Vitorlázás
Férfi
| Versenyző       | Versenyszám     | Futam | Futam | Futam | Futam | Futam | Futam | Futam | Futam | Futam | Futam | Futam | Pontszám | Helyezés |
| Versenyző       | Versenyszám     | 1     | 2     | 3     | 4     | 5     | 6     | 7     | 8     | 9     | 10    | É     | Pontszám | Helyezés |
| --------------- | --------------- | ----- | ----- | ----- | ----- | ----- | ----- | ----- | ----- | ----- | ----- | ----- | -------- | -------- |
| Gádorfalvi Áron | Szörfvitorlázás | 15    | 19    | 16    | 12    | 24    | 26    | 10    | 9     | 18    | 13    | -     | 136      | 19.      |
| Berecz Zsombor  | Laser           | 27    | 31    | 36    | 23    | 18    | 22    | 24    | 14    | 37    |       | -     | 195      | 29.      |

Női
| Versenyző   | Versenyszám     | Futam | Futam | Futam | Futam | Futam | Futam | Futam | Futam | Futam | Futam | Futam | Pontszám | Helyezés |
| Versenyző   | Versenyszám     | 1     | 2     | 3     | 4     | 5     | 6     | 7     | 8     | 9     | 10    | É     | Pontszám | Helyezés |
| ----------- | --------------- | ----- | ----- | ----- | ----- | ----- | ----- | ----- | ----- | ----- | ----- | ----- | -------- | -------- |
| Detre Diána | Szörfvitorlázás | 22    | 20    | 19    | 21    | 22    | 25    | 26    | 20    | 17    | 19    | -     | 185      | 22.      |

É - éremfutam
Olimpikonok adatai:
| Név             | Születési idő      | Születési hely | Egyesület           |
| Berecz Zsombor  | 1986. április 26.  | Budapest       | Velencei-tavi VSSC. |
| Detre Diána     | 1983. november 22. | Budapest       | Kenese Marina-Port  |
| Gádorfalvi Áron | 1977. december 5.  | Budapest       | Kenese Marina-Port  |

## Vívás
Férfi
| Versenyző                                             | Versenyszám       | Selejtező         | 32-es főtábla               | Nyolcaddöntő                    | Negyeddöntő                                                                                  | Elődöntő | Bronz- mérkőzés                                                                              | Döntő             | Helyezés |
| Versenyző                                             | Versenyszám       | Ellenfél Eredmény | Ellenfél Eredmény           | Ellenfél Eredmény               | Ellenfél Eredmény                                                                            | Ellenfél Eredmény                                                                                             | Ellenfél Eredmény                                                                            | Ellenfél Eredmény | Helyezés |
| ----------------------------------------------------- | ----------------- | ----------------- | --------------------------- | ------------------------------- | -------------------------------------------------------------------------------------------- | --- | -------------------------------------------------------------------------------------------- | ----------------- | -------- |
| Boczkó Gábor                                          | Párbajtőr, egyéni |                   | Alfredo Rota (ITA) · 11-10  | Silvio Fernández (VEN) · 15-9   | Radosław Zawrotniak (POL) · 15-8                                                             | Fabrice Jeannet (FRA) · 12-15                                                                                 | José Luis Abajo (ESP) · 7-8                                                                  |                   | 4.       |
| Imre Géza                                             | Párbajtőr, egyéni |                   | Kim Szunggu (KOR) · 15-14   | Diego Confalonieri (ITA) · 9-15 | kiesett                                                                                      | kiesett | kiesett                                                                                      | kiesett           | 12.      |
| Kulcsár Krisztián                                     | Párbajtőr, egyéni |                   | Jin Lien-cse (CHN) · 9-15   | kiesett                         | kiesett                                                                                      | kiesett | kiesett                                                                                      | kiesett           | 18.      |
| Decsi Tamás                                           | Kard, egyéni      |                   | Szilágyi Áron (HUN) · 9-15  | kiesett                         | kiesett                                                                                      | kiesett | kiesett                                                                                      | kiesett           | 19.      |
| Nemcsik Zsolt                                         | Kard, egyéni      |                   | Csou Han-ming (CHN) · 13-15 | kiesett                         | kiesett                                                                                      | kiesett | kiesett                                                                                      | kiesett           | 18.      |
| Szilágyi Áron                                         | Kard, egyéni      |                   | Decsi Tamás (HUN) · 15-9    | Keeth Smart (USA) · 10-15       | kiesett                                                                                      | kiesett | kiesett                                                                                      | kiesett           | 15.      |
| Boczkó Gábor Imre Géza Kovács Iván Kulcsár Krisztián  | Párbajtőr, csapat |                   |                             |                                 | Kína (CHN) · Tung Kuo-tao · Li Kuo-csie · Vang Lej · Jin Lien-cse · 43-45                    | 5–8. helyért · Ukrajna (UKR) · Dmitro Csumak · Makszim Hvoroszt · Vitalij Medvegyev · Bohdan Nyikisin · 41-29 | 5. helyért · Venezuela (VEN) · Silvio Fernández · Francisco Limardo · Rubén Limardo · 40-25  |                   | 5.       |
| Decsi Tamás Lontay Balázs Nemcsik Zsolt Szilágyi Áron | Kard, csapat      |                   |                             |                                 | Egyesült Államok (USA) · Tim Morehouse · Jason Rogers · Keeth Smart · James Williams · 44-45 | 5–8. helyért · Kína (CHN) · Huang Jao-csiang · Vang Csing-cse · Csung Man · Csou Han-ming · 38-45             | 7. helyért · Egyiptom (EGY) · Gamál Fathi · Tamím Gázi · Mahmúd Szamír · Sádi Talaat · 45-25 |                   | 7.       |

Női
| Versenyző                                                 | Versenyszám       | Selejtező         | 32-es főtábla                 | Nyolcaddöntő                          | Negyeddöntő                                                                    | Elődöntő                                                                    | Bronz- mérkőzés                                                                                             | Döntő             | Helyezés |
| Versenyző                                                 | Versenyszám       | Ellenfél Eredmény | Ellenfél Eredmény             | Ellenfél Eredmény                     | Ellenfél Eredmény                                                              | Ellenfél Eredmény                                                           | Ellenfél Eredmény                                                                                           | Ellenfél Eredmény | Helyezés |
| --------------------------------------------------------- | ----------------- | ----------------- | ----------------------------- | ------------------------------------- | ------------------------------------------------------------------------------ | --------------------------------------------------------------------------- | --- | ----------------- | -------- |
| Knapek Edina                                              | Tőr, egyéni       |                   | Szun Csao (CHN) · 15-13       | Szu Van-ven (CHN) · 15-10             | Valentina Vezzali (ITA) · 3-15                                                 | kiesett                                                                     | kiesett | kiesett           | 5.       |
| Mohamed Aida                                              | Tőr, egyéni       |                   | Jujie Luan (CAN) · 15-7       | Jevgenyija Lamonova (RUS) · 5-15      | kiesett                                                                        | kiesett                                                                     | kiesett | kiesett           | 10.      |
| Varga Gabriella                                           | Tőr, egyéni       |                   | Mariana González (VEN) · 15-2 | Nam Hjonhi (KOR) · 4-15               | kiesett                                                                        | kiesett                                                                     | kiesett | kiesett           | 12.      |
| Mincza-Nébald Ildikó                                      | Párbajtőr, egyéni |                   | Yeung Chui Ling (HKG) · 15-11 | Sherraine Schalm-MacKay (CAN) · 15-13 | Imke Duplitzer (GER) · 15-11                                                   | Ana Brânză (ROU) · 14-15                                                    | Li Na (CHN) · 15-11                                                                                         |                   |          |
| Szász Emese                                               | Párbajtőr, egyéni |                   | Hádija Bentáleb (ALG) · 15-4  | Ljubov Sutova (RUS) · 12-15           | kiesett                                                                        | kiesett                                                                     | kiesett | kiesett           | 12.      |
| Nagy Orsolya                                              | Kard, egyéni      |                   | Anne-Lise Touya (FRA) · 15-13 | Rebecca Ward (USA) · 5-15             | kiesett                                                                        | kiesett                                                                     | kiesett | kiesett           | 14.      |
| Knapek Edina Mohamed Aida Ujlaky Virginie Varga Gabriella | Tőr, csapat       |                   |                               |                                       | Németország (GER) · Carolin Golubytskyi · Anja Schache · Katja Wächter · 35-31 | Egyesült Államok (USA) · Emily Cross · Erinn Smart · Hanna Thompson · 33-35 | Olaszország (ITA) · Margherita Granbassi · Ilaria Salvatori · Giovanna Trillini · Valentina Vezzali · 23-32 |                   | 4.       |

Olimpikonok adatai:
| Név                      | Születési idő       | Születési hely                    | Egyesület      |
| Boczkó Gábor             | 1977. április 1.    | Tapolca                           | Bp. Honvéd-LNX |
| Decsi Tamás              | 1982. október 15.   | Kazincbarcika                     | BSE            |
| Imre Géza                | 1974. december 23.  | Budapest                          | Bp. Honvéd-LNX |
| Knapek Edina             | 1977. október 5.    | Budapest                          | Bp. Honvéd-LNX |
| Kovács Iván              | 1970. február 8.    | Budapest                          | BVSC           |
| Kulcsár Krisztián dr.    | 1971. június 28.    | Budapest                          | Bp. Honvéd-LNX |
| Lontay Balázs            | 1984. március 18.   | Budapest                          | BVSC           |
| Mincza-Nébald Ildikó dr. | 1969. november 6.   | Budapest                          | MTK            |
| Mohamed Aida             | 1976. március 12.   | Budapest                          | MTK            |
| Nagy Orsolya             | 1977. november 17.  | Budapest                          | UTE            |
| Nemcsik Zsolt            | 1977. augusztus 15. | Budapest                          | Vasas          |
| Szász Emese              | 1982. szeptember 7. | Budapest                          | Bp. Honvéd     |
| Szilágyi Áron            | 1990. január 14.    | Budapest                          | Vasas          |
| Ujlaky Virginie          | 1984. február 13.   | Neuilly-sur-Seine (Franciaország) | Bp. Honvéd-LNX |
| Varga Gabriella          | 1982. április 7.    | Budapest                          | Bp. Honvéd-LNX |

## Vízilabda

### Férfi
| Magyar nemzeti férfi vízilabdacsapat-játékoskeret | Magyar nemzeti férfi vízilabdacsapat-játékoskeret | Magyar nemzeti férfi vízilabdacsapat-játékoskeret | Magyar nemzeti férfi vízilabdacsapat-játékoskeret | Magyar nemzeti férfi vízilabdacsapat-játékoskeret | Magyar nemzeti férfi vízilabdacsapat-játékoskeret | Magyar nemzeti férfi vízilabdacsapat-játékoskeret |
| #                                                 | Név                                               | Poszt                                             | Magasság                                          | Súly                                              | Kor                                               | Klub                                              |
| ------------------------------------------------- | ------------------------------------------------- | ------------------------------------------------- | ------------------------------------------------- | ------------------------------------------------- | ------------------------------------------------- | ------------------------------------------------- |
| 1                                                 | Szécsi Zoltán                                     | GK                                                | 1,98 m (6 ft 6 in)                                | 96 kg                                             | 1977. december 22. (30 évesen)                    | Egri Vízilabda Klub                               |
| 2                                                 | Varga Tamás                                       | CB                                                | 2,01 m (6 ft 7 in)                                | 105 kg                                            | 1975. július 14. (33 évesen)                      | Szeged Beton VE                                   |
| 3                                                 | Madaras Norbert                                   | D                                                 | 1,91 m (6 ft 3 in)                                | 91 kg                                             | 1979. december 1. (28 évesen)                     | Pro Recco                                         |
| 4                                                 | Varga Dénes                                       | D                                                 | 1,93 m (6 ft 4 in)                                | 97 kg                                             | 1987. március 29. (21 évesen)                     | TEVA-VasasPlaket                                  |
| 5                                                 | Kásás Tamás                                       | D                                                 | 2,00 m (6 ft 7 in)                                | 94 kg                                             | 1976. július 20. (32 évesen)                      | Pro Recco                                         |
| 6                                                 | Hosnyánszky Norbert                               | D                                                 | 1,96 m (6 ft 5 in)                                | 94 kg                                             | 1984. március 4. (24 évesen)                      | RN Fiorentina                                     |
| 7                                                 | Kiss Gergely dr.                                  | CF                                                | 1,99 m (6 ft 6 in)                                | 112 kg                                            | 1977. szeptember 21. (30 évesen)                  | Dominó Honvéd                                     |
| 8                                                 | Benedek Tibor                                     | D                                                 | 1,90 m (6 ft 3 in)                                | 96 kg                                             | 1972. július 12. (36 évesen)                      | Pro Recco                                         |
| 9                                                 | Varga Dániel                                      | D                                                 | 2,00 m (6 ft 7 in)                                | 95 kg                                             | 1983. szeptember 25. (24 évesen)                  | TEVA-VasasPlaket                                  |
| 10                                                | Biros Péter                                       | D                                                 | 1,94 m (6 ft 4 in)                                | 95 kg                                             | 1976. április 5. (32 évesen)                      | Egri Vízilabda Klub                               |
| 11                                                | Kis Gábor                                         | CF                                                | 1,94 m (6 ft 4 in)                                | 108 kg                                            | 1982. szeptember 27. (25 évesen)                  | Egri Vízilabda Klub                               |
| 12                                                | Molnár Tamás dr.                                  | CF                                                | 1,92 m (6 ft 4 in)                                | 104 kg                                            | 1975. augusztus 2. (33 évesen)                    | Dominó Honvéd                                     |
| 13                                                | Gergely István                                    | GK                                                | 2,02 m (6 ft 8 in)                                | 112 kg                                            | 1976. augusztus 20. (31 évesen)                   | Dominó Honvéd                                     |
| Vezetőedző: Kemény Dénes                          |                                                   |                                                   |                                                   |                                                   |                                                   |                                                   |

- Kor: 2008. augusztus 10-i kora

#### Eredmények
Csoportkör
A csoport
| Csapat              | M | Gy | D | V | G+ | G– | Gk  | P |
| ------------------- | - | -- | - | - | -- | -- | --- | - |
| Magyarország (HUN)  | 5 | 4  | 1 | 0 | 60 | 36 | +24 | 9 |
| Spanyolország (ESP) | 5 | 4  | 0 | 1 | 52 | 34 | +18 | 8 |
| Montenegró (MNE)    | 5 | 2  | 2 | 1 | 43 | 31 | +12 | 6 |
| Ausztrália (AUS)    | 5 | 2  | 1 | 2 | 45 | 40 | +5  | 5 |
| Görögország (GRE)   | 5 | 1  | 0 | 4 | 37 | 56 | –19 | 2 |
| Kanada (CAN)        | 5 | 0  | 0 | 5 | 21 | 61 | –40 | 0 |

| 2008. augusztus 10. 10:50 (4:50) | Magyarország (HUN)   | 10–10 | Montenegró (MNE) | Ying Tung Natatorium, Peking Játékvezetők: Margeta (SLO), Caputi (ITA) |
| 2008. augusztus 10. 10:50 (4:50) | (3–3, 3–1, 2–4, 2–2) |       |                  | Ying Tung Natatorium, Peking Játékvezetők: Margeta (SLO), Caputi (ITA) |
| 2008. augusztus 10. 10:50 (4:50) | három játékos 2      |       | M. Janović 4     | Ying Tung Natatorium, Peking Játékvezetők: Margeta (SLO), Caputi (ITA) |

| 2008. augusztus 12. 14:00 (8:00) | Görögország (GRE)    | 6–17 | Magyarország (HUN) | Ying Tung Natatorium, Peking Játékvezetők: Rak (CRO), Čirić (SRB) |
| 2008. augusztus 12. 14:00 (8:00) | (2–7, 2–2, 1–4, 1–4) |      |                    | Ying Tung Natatorium, Peking Játékvezetők: Rak (CRO), Čirić (SRB) |
| 2008. augusztus 12. 14:00 (8:00) | Szhízasz 2           |      | Biros 4            | Ying Tung Natatorium, Peking Játékvezetők: Rak (CRO), Čirić (SRB) |

| 2008. augusztus 14. 10:50 (4:50) | Magyarország (HUN)   | 8–5 | Spanyolország (ESP) | Ying Tung Natatorium, Peking Játékvezetők: Čirić (SRB), Chaney (USA) |
| 2008. augusztus 14. 10:50 (4:50) | (2–3, 4–2, 0–0, 2–0) |     |                     | Ying Tung Natatorium, Peking Játékvezetők: Čirić (SRB), Chaney (USA) |
| 2008. augusztus 14. 10:50 (4:50) | három játékos 2      |     | Molina 2            | Ying Tung Natatorium, Peking Játékvezetők: Čirić (SRB), Chaney (USA) |

| 2008. augusztus 16. 15:20 (9:20) | Ausztrália (AUS)     | 12–13 | Magyarország (HUN) | Ying Tung Natatorium, Peking Játékvezetők: Klopper (NED), Rak (CRO) |
| 2008. augusztus 16. 15:20 (9:20) | (4–4, 1–5, 4–2, 3–2) |       |                    | Ying Tung Natatorium, Peking Játékvezetők: Klopper (NED), Rak (CRO) |
| 2008. augusztus 16. 15:20 (9:20) | Figlioli 3           |       | Molnár 3           | Ying Tung Natatorium, Peking Játékvezetők: Klopper (NED), Rak (CRO) |

| 2008. augusztus 18. 10:50 (4:50) | Magyarország (HUN)   | 12–3 | Kanada (CAN) | Ying Tung Natatorium, Peking Játékvezetők: Čirić (SRB), Littlejohn (GBR) |
| 2008. augusztus 18. 10:50 (4:50) | (3–1, 3–0, 1–2, 5–0) |      |              | Ying Tung Natatorium, Peking Játékvezetők: Čirić (SRB), Littlejohn (GBR) |
| 2008. augusztus 18. 10:50 (4:50) | négy játékos 2       |      | Graham 2     | Ying Tung Natatorium, Peking Játékvezetők: Čirić (SRB), Littlejohn (GBR) |

Elődöntő
| 2008. augusztus 22. 18:20 (12:20) | Magyarország (HUN)   | 11–9 | Montenegró (MNE) | Ying Tung Natatorium, Peking Játékvezetők: Simion (ROU), Tulga (TUR) |
| 2008. augusztus 22. 18:20 (12:20) | (3–4, 3–3, 3–0, 2–2) |      |                  | Ying Tung Natatorium, Peking Játékvezetők: Simion (ROU), Tulga (TUR) |
| 2008. augusztus 22. 18:20 (12:20) | Kiss 3               |      | három játékos 2  | Ying Tung Natatorium, Peking Játékvezetők: Simion (ROU), Tulga (TUR) |

Döntő
| 2008. augusztus 24. 15:40 (9:40) | Magyarország (HUN)   | 14–10            | Egyesült Államok (USA) | Ying Tung Natatorium, Peking Nézőszám: 5000 Játékvezetők: Turcotte (CAN), Brguljan (MNE) |
| 2008. augusztus 24. 15:40 (9:40) | (6–4, 3–4, 2–1, 3–1) |                  |                        | Ying Tung Natatorium, Peking Nézőszám: 5000 Játékvezetők: Turcotte (CAN), Brguljan (MNE) |
| 2008. augusztus 24. 15:40 (9:40) | Varga Dá., Biros 3   | Jegyzőkönyv      | Azevedo 4              | Ying Tung Natatorium, Peking Nézőszám: 5000 Játékvezetők: Turcotte (CAN), Brguljan (MNE) |
| 2008. augusztus 24. 15:40 (9:40) | 7 / 10               | Gól / emberelőny | 4 / 9                  | Ying Tung Natatorium, Peking Nézőszám: 5000 Játékvezetők: Turcotte (CAN), Brguljan (MNE) |
| 2008. augusztus 24. 15:40 (9:40) | 0 / 0                | Gól / ötméteres  | 1 / 1                  | Ying Tung Natatorium, Peking Nézőszám: 5000 Játékvezetők: Turcotte (CAN), Brguljan (MNE) |

| Csapat             | Helyezés |
| ------------------ | -------- |
| Magyarország (HUN) |          |

Olimpikonok adatai:
| Név                 | Születési idő        | Születési hely             |
| Benedek Tibor       | 1972. július 12.     | Budapest                   |
| Biros Péter         | 1976. április 5.     | Miskolc                    |
| Gergely István      | 1976. augusztus 20.  | Dunaszerdahely (Szlovákia) |
| Hosnyánszky Norbert | 1984. március 4.     | Budapest                   |
| Kásás Tamás         | 1976. július 20.     | Budapest                   |
| Kis Gábor           | 1982. szeptember 27. | Budapest                   |
| Kiss Gergely dr.    | 1977. szeptember 21. | Budapest                   |
| Madaras Norbert     | 1979. december 1.    | Eger                       |
| Molnár Tamás dr.    | 1975. augusztus 2.   | Szeged                     |
| Szécsi Zoltán       | 1977. december 22.   | Budapest                   |
| Varga Dániel        | 1983. szeptember 25. | Budapest                   |
| Varga Dénes         | 1987. március 29.    | Budapest                   |
| Varga Tamás         | 1975. július 14.     | Budapest                   |

### Női
| Magyar nemzeti női vízilabdacsapat-játékoskeret | Magyar nemzeti női vízilabdacsapat-játékoskeret | Magyar nemzeti női vízilabdacsapat-játékoskeret | Magyar nemzeti női vízilabdacsapat-játékoskeret | Magyar nemzeti női vízilabdacsapat-játékoskeret | Magyar nemzeti női vízilabdacsapat-játékoskeret | Magyar nemzeti női vízilabdacsapat-játékoskeret |
| #                                               | Név                                             | Poszt                                           | Magasság                                        | Súly                                            | Kor                                             | Klub                                            |
| ----------------------------------------------- | ----------------------------------------------- | ----------------------------------------------- | ----------------------------------------------- | ----------------------------------------------- | ----------------------------------------------- | ----------------------------------------------- |
| 1                                               | Horváth Patrícia                                | GK                                              | 1,83 m (6 ft 0 in)                              | 73 kg                                           | 1977. december 7. (30 évesen)                   | Dominó Honvéd                                   |
| 2                                               | Szremkó Krisztina                               | CB                                              | 1,80 m (5 ft 11 in)                             | 84 kg                                           | 1972. január 6. (36 évesen)                     | Szentesi VK                                     |
| 3                                               | Györe Anett                                     | D                                               | 1,72 m (5 ft 8 in)                              | 70 kg                                           | 1981. december 10. (26 évesen)                  | Dominó Honvéd                                   |
| 4                                               | Kisteleki Dóra                                  | D                                               | 1,73 m (5 ft 8 in)                              | 62 kg                                           | 1983. május 11. (25 évesen)                     | Dominó Honvéd                                   |
| 5                                               | Stieber Mercedes                                | D                                               | 1,74 m (5 ft 9 in)                              | 70 kg                                           | 1974. szeptember 4. (33 évesen)                 | RN Fiorentina                                   |
| 6                                               | Takács Orsolya                                  | D                                               | 1,90 m (6 ft 3 in)                              | 85 kg                                           | 1985. május 20. (23 évesen)                     | Dominó Honvéd                                   |
| 7                                               | Drávucz Rita                                    | D                                               | 1,80 m (5 ft 11 in)                             | 66 kg                                           | 1980. április 14. (28 évesen)                   | RN Fiorentina                                   |
| 8                                               | Zantleitner Krisztina                           | CB                                              | 1,84 m (6 ft 0 in)                              | 72 kg                                           | 1974. május 8. (34 évesen)                      | OSC Budapest                                    |
| 9                                               | Brávik Fruzsina                                 | D                                               | 1,81 m (5 ft 11 in)                             | 83 kg                                           | 1986. október 6. (21 évesen)                    | Dove Dunaújváros                                |
| 10                                              | Pelle Anikó                                     | D                                               | 1,86 m (6 ft 1 in)                              | 72 kg                                           | 1978. szeptember 28. (29 évesen)                | GS Orizzonte Catania                            |
| 11                                              | Valkai Ágnes                                    | D                                               | 1,68 m (5 ft 6 in)                              | 64 kg                                           | 1981. február 27. (27 évesen)                   | Rari Nantes Pescara                             |
| 12                                              | Primász Ágnes                                   | D                                               | 1,77 m (5 ft 10 in)                             | 65 kg                                           | 1980. március 5. (28 évesen)                    | OSC Budapest                                    |
| 13                                              | Zirighné Sós Ildikó                             | GK                                              | 1,76 m (5 ft 9 in)                              | 67 kg                                           | 1976. december 27. (31 évesen)                  | OSC Budapest                                    |
| Vezetőedző: Godova Gábor                        |                                                 |                                                 |                                                 |                                                 |                                                 |                                                 |

- Kor: 2008. augusztus 11-i kora

#### Eredmények
Csoportkör
B csoport
| Csapat             | M | Gy | D | V | G+ | G– | Gk  | P |
| ------------------ | - | -- | - | - | -- | -- | --- | - |
| Magyarország (HUN) | 3 | 2  | 1 | 0 | 28 | 20 | +8  | 5 |
| Ausztrália (AUS)   | 3 | 2  | 1 | 0 | 25 | 22 | +3  | 5 |
| Hollandia (NED)    | 3 | 1  | 0 | 2 | 27 | 27 | +0  | 2 |
| Görögország (GRE)  | 3 | 0  | 0 | 3 | 16 | 27 | –11 | 0 |

| 2008. augusztus 11. 13:00 | Magyarország (HUN)   | 11–9 | Hollandia (NED) | Ying Tung Natatorium, Peking Játékvezetők: Caputi (ITA), Koryzna (POL) |
| 2008. augusztus 11. 13:00 | (3–3, 3–2, 4–3, 1–1) |      |                 | Ying Tung Natatorium, Peking Játékvezetők: Caputi (ITA), Koryzna (POL) |
| 2008. augusztus 11. 13:00 | Pelle 4              |      | de Bruijn 4     | Ying Tung Natatorium, Peking Játékvezetők: Caputi (ITA), Koryzna (POL) |

| 2008. augusztus 13. 13:00 | Magyarország (HUN)   | 7–7 | Ausztrália (AUS) | Ying Tung Natatorium, Peking Játékvezetők: Brguljan (MNE), Tulga (TUR) |
| 2008. augusztus 13. 13:00 | (1–1, 1–1, 1–2, 4–3) |     |                  | Ying Tung Natatorium, Peking Játékvezetők: Brguljan (MNE), Tulga (TUR) |
| 2008. augusztus 13. 13:00 | Drávucz 3            |     | hét játékos 1    | Ying Tung Natatorium, Peking Játékvezetők: Brguljan (MNE), Tulga (TUR) |

| 2008. augusztus 15. 15:30 | Magyarország (HUN)   | 10–4 | Görögország (GRE) | Ying Tung Natatorium, Peking Játékvezetők: Balfanbajev (KAZ), Patelli (BRA) |
| 2008. augusztus 15. 15:30 | (1–1, 3–1, 3–0, 3–2) |      |                   | Ying Tung Natatorium, Peking Játékvezetők: Balfanbajev (KAZ), Patelli (BRA) |
| 2008. augusztus 15. 15:30 | négy játékos 2       |      | négy játékos 1    | Ying Tung Natatorium, Peking Játékvezetők: Balfanbajev (KAZ), Patelli (BRA) |

Elődöntő
| 2008. augusztus 19. 15:40 | Magyarország (HUN)   | 7–8 | Hollandia (NED) | Ying Tung Natatorium, Peking Játékvezetők: Brguljan (MNE), Anciferov (RUS) |
| 2008. augusztus 19. 15:40 | (2–1, 1–3, 3–3, 1–1) |     |                 | Ying Tung Natatorium, Peking Játékvezetők: Brguljan (MNE), Anciferov (RUS) |
| 2008. augusztus 19. 15:40 | Pelle 3              |     | van den Ham 3   | Ying Tung Natatorium, Peking Játékvezetők: Brguljan (MNE), Anciferov (RUS) |

Bronzmérkőzés
| 2008. augusztus 21. 17:00 | Ausztrália (AUS)               | 9–9 (h. u.) | Magyarország (HUN)  | Ying Tung Natatorium, Peking Játékvezetők: Anciferov (RUS), Rak (CRO) |
| 2008. augusztus 21. 17:00 | (2–2, 1–3, 3–1, 1–1, 2–1, 0–1) |             |                     | Ying Tung Natatorium, Peking Játékvezetők: Anciferov (RUS), Rak (CRO) |
| 2008. augusztus 21. 17:00 | három játékos 2                |             | Kisteleki, Valkai 3 | Ying Tung Natatorium, Peking Játékvezetők: Anciferov (RUS), Rak (CRO) |
| 2008. augusztus 21. 17:00 | Büntetőpárbaj:                 |             |                     | Ying Tung Natatorium, Peking Játékvezetők: Anciferov (RUS), Rak (CRO) |
| 2008. augusztus 21. 17:00 | 3 – 2                          |             |                     | Ying Tung Natatorium, Peking Játékvezetők: Anciferov (RUS), Rak (CRO) |

| Csapat             | Helyezés |
| ------------------ | -------- |
| Magyarország (HUN) | 4.       |

Olimpikonok adatai:
| Név                   | Születési idő        | Születési hely |
| Brávik Fruzsina       | 1986. október 6.     | Dunaújváros    |
| Drávucz Rita          | 1980. április 14.    | Szolnok        |
| Györe Anett           | 1981. december 10.   | Budapest       |
| Horváth Patrícia      | 1977. december 7.    | Miskolc        |
| Kisteleki Dóra        | 1983. május 11.      | Budapest       |
| Pelle Anikó           | 1978. szeptember 28. | Budapest       |
| Primász Ágnes         | 1980. március 5.     | Dunaújváros    |
| Stieber Mercedes      | 1974. szeptember 4.  | Budapest       |
| Szremkó Krisztina     | 1972. január 6.      | Dunaújváros    |
| Takács Orsolya        | 1985. május 20.      | Budapest       |
| Valkai Ágnes          | 1981. február 27.    | Lajosmizse     |
| Zantleitner Krisztina | 1974. május 8.       | Tatabánya      |
| Zirighné Sós Ildikó   | 1976. december 27.   | Tatabánya      |

## Magyarok más színekben
Az alábbi versenyzők más országok csapatában indultak:
- Rebecca Soni, a 200 méteres női mellúszás győztese az Amerikai Egyesült Államok színeiben. Szülei az 1980-as években vándoroltak ki Kolozsvárról; ő maga már az Egyesült Államokban született. Nagyapja Sőni Pál író. A 200 méteres mellúszást 2 perc 20,22 másodperces világcsúccsal nyerte, a 100 méteres mellúszásban ezüstérmes lett.[11]
- Francia Zsuzsanna, az aranyérmes amerikai női nyolcpárevezős csapat tagja Szegeden született, szüleivel hatéves korában költözött az Egyesült Államokba.[12][13]
- Barabás Enikő a bronzérmes román női nyolcpárevezős csapat tagja.[12][13]
- Máté Hunor István, 100 és 200 méteres mellúszó Ausztria színeiben. Csongrádon született.[14]
- Valkai Erzsébet, vízilabdázó, Olaszország színeiben. Érdekesség, hogy testvére a magyar válogatottban játszott.[15][16]
- Pálkovács Zoltán, szlovákiai magyar cselgáncsozó[17][18]
- Szilágyi Csaba (Čaba Siladji), úszó, Szerbia színeiben[19]
- Tóth Georgina, kalapácsvető, Kamerun színeiben[20]
- Pekli Mária, cselgáncsozó, Ausztrália színeiben[21]
- Haklits András, kalapácsvető, Horvátország színeiben[22][23]
- Bátki Noémi, műugró, Olaszország színeiben[24]
- Ódor Éva, szlovákiai magyar asztaliteniszező
- Bátky Attila, szlovákiai magyar birkózó
- Gönci József, szlovákiai magyar sportlövő
- Varga Erik, szlovákiai magyar sportlövő
- Bacsinszky Tímea, svájci magyar teniszező
- Boros Tamara, horvátországi magyar asztaliteniszező
- Bujdosó Alexandra, németországi magyar kardvívó
- Gonda Ivett, kanadai magyar taekwondós
- Király-Picot Hajnalka, franciaországi magyar párbajtőrvívó
- Gárdos Róbert, ausztriai magyar asztaliteniszező